# Viaggi di Platone in Sicilia

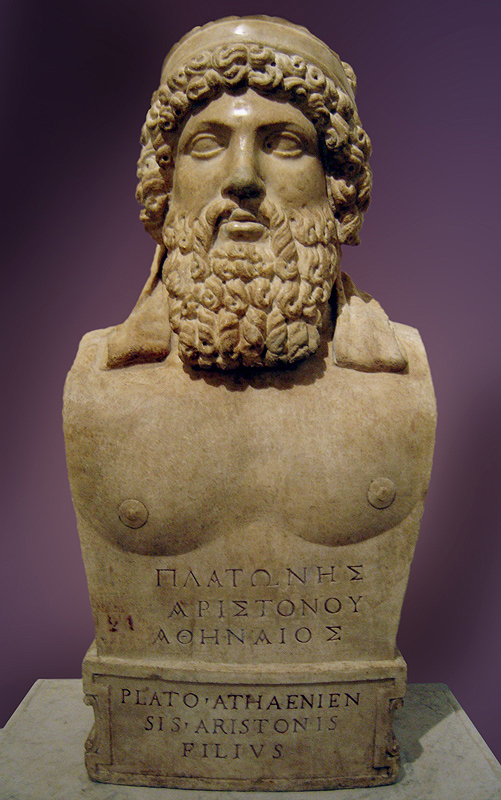
Erma di Platone, Musei capitolini, Roma

I viaggi di Platone in Sicilia si sarebbero svolti durante il IV secolo a.C., coprendo un arco di tempo compreso fra il 388 e il 360 a.C., con una pausa tra il primo e il secondo viaggio di circa vent'anni. Non esiste assoluta certezza della autenticità di questi viaggi del filosofo ateniese (nato nel 428 o 427 a.C. e morto nel 348 o 347 a.C.) e anche le motivazioni sono controverse: gli studiosi, per lo più, considerano reali i viaggi, ma essi restano la parte della biografia platonica più oscura e dibattuta. Centrale è il ruolo di una fonte, la Lettera VII, forse l'unica realmente vergata da Platone dell'epistolario che la tradizione gli attribuisce.
Tutti i biografi antichi sostengono che Platone giunse per la prima volta in Sicilia, forse intorno al 388 a.C., spinto dal desiderio di visitare il vulcano Etna. A Siracusa, fatta la conoscenza del tiranno Dionisio I, Platone, allora quarantenne, entrò in contatto con il giovane nobile Dione, della cerchia di Dionisio, che divenne suo discepolo. Secondo la tradizione, quando Platone attaccò con le sue parole la tirannide, provocando l'ira del dinasta, fu proprio Dione che cercò di mettere in salvo il maestro, facendolo imbarcare in tutta fretta per Atene, anche se tale viaggio si concluse con la riduzione in schiavitù del filosofo.

Le colonie di Magna Grecia e Sicilia (vedi Colonizzazione greca in Occidente)

Nel 367 a.C., vi sarebbe stato un secondo viaggio di Platone in Sicilia, in questo caso invitato da Dione per educare il nipote Dionisio II, figlio di Dionisio I e suo successore, con l'obiettivo di farlo diventare un re-filosofo. Tuttavia, la situazione politica precipitò e Dione fu allontanato.
Platone si sarebbe recato anche una terza e ultima volta a Siracusa nel 361 a.C., allo scopo di facilitare una mediazione pacifica tra Dionisio II e Dione, fallendo però nel suo intento. Allontanato dall'acropoli, poté fare ritorno ad Atene grazie all'intervento dei pitagorici di Taranto, che intercedettero in suo favore presso il tiranno. In quel periodo, si colloca la spedizione militare di Dione del 357 a.C. contro la tirannide siracusana, alla quale seguì un periodo assai turbolento, con il succedersi di diversi tiranni a Siracusa, fino al ritorno di Dionisio II nel 347/346 a.C. e il successivo invio dalla metropoli di Corinto di un pacificatore, Timoleone, che tra il 344 e il 337 a.C. riportò la pace in Sicilia.
Pur non essendoci nei dialoghi platonici alcun richiamo diretto ed esplicito ai viaggi in Sicilia, una parte della critica moderna ritiene che sia comunque possibile riscontrare reminiscenze dei viaggi nella produzione letteraria del filosofo: La Repubblica, il Politico e le Leggi sarebbero pervasi dall'esperienza della tirannide siracusana; il Simposio conterrebbe ricordi del tempo passato a Siracusa con Dione; dietro il mito di Atlantide, di cui si parla nel Timeo e in Crizia, starebbe un riferimento alla stessa Siracusa.

## Fonti

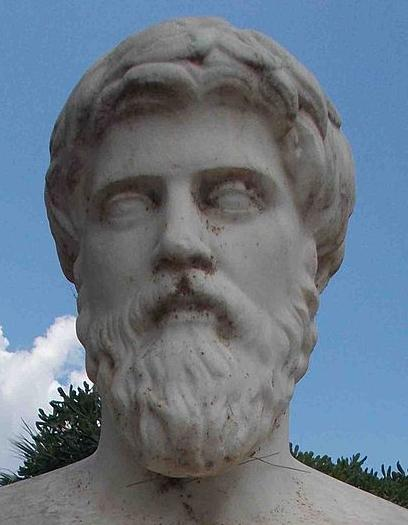
Busto di Plutarco (I-II secolo d.C.). Narrò i tre viaggi di Platone nel ritratto di Dione, presente nelle Vite parallele (vedi Dione di Siracusa#Nelle Vite parallele di Plutarco), con una connotazione fortemente negativa dei due Dionisî.

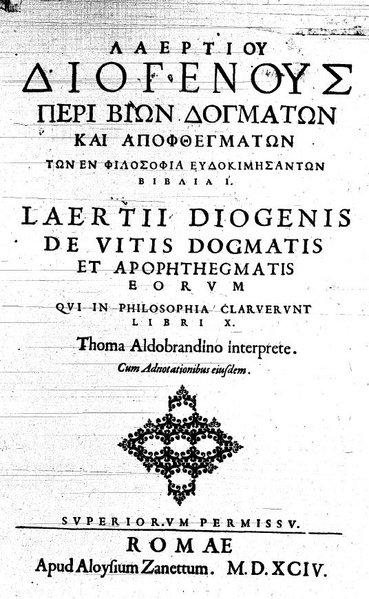
Frontespizio di una cinquecentina in greco e in latino delle Vite e dottrine dei filosofi illustri (III secolo d.C.) di Diogene Laerzio: il terzo libro è dedicato interamente a Platone.

Della vita di Platone (428/427-348/347 a.C.) non si ha un quadro univoco (vedi Platone#Le fonti). Intorno ai viaggi, i dati offerti dalle fonti antiche sono contraddittori e notevoli sono alcuni silenzi.
Le principali fonti sui viaggi siciliani di Platone sono:
- la Βιβλιοθήκη ἱστορική (Bibliotheca historica, XV, 7, 1) di Diodoro Siculo (I secolo a.C.), che menziona solo il primo viaggio;[2]
- il ritratto di Dione nel Liber de excellentibus ducibus exterarum gentium, parte del De viris illustribus di Cornelio Nepote (I secolo a.C.), che riporta solo il primo e il secondo viaggio;[3]
- i frammenti papiracei (vedi Papiri di Ercolano) della Historia Academicorum, parte della Syntaxis philosophorum (Σύνταξις τῶν φιλοσόφων) di Filodemo di Gadara (I secolo a.C.), che contengono la più antica biografia di Platone conservata, seppur parzialmente, e che attestano già i viaggi siciliani;[4]
- il ritratto di Dione nelle Vite parallele (Βίοι Παράλληλοι) di Plutarco (I-II secolo d.C.);
- i primi quattro capitoli del De Platone et eius dogmate di Apuleio, che costituiscono la più antica biografia di Platone pervenutaci integralmente (metà del II secolo d.C.);[5]
- il libro III delle Vite dei filosofi (Βίοι καὶ γνῶμαι τῶν ἐν φιλοσοφίᾳ εὐδοκιμησάντων) di Diogene Laerzio (metà del III secolo d.C.), interamente dedicato a Platone;
- una biografia redatta dall'alessandrino Olimpiodoro il Giovane (VI secolo d.C.), posta all'inizio del suo commento all'Alcibiade primo (Σχόλια εἰς τὸν Πλάτωνος Ἀλκιβιάδην), che parla di tutti e tre i viaggi;[6][7][8]
- una biografia che apre gli anonimi Prolegomena in Platonis philosophiam, tradizionalmente attribuiti ad Olimpiodoro il Giovane, ma redatti nel VI secolo d.C. da un alessandrino,[8][9] in cui si narra solo del primo viaggio, motivato dalla curiosità per l'Etna;
- la voce della Suda (X secolo) su Platone.[10]

Le biografie preservate tendono a compattare le notizie sui tre viaggi (svolti, si suppone, nell'arco di ventotto anni) in singoli passi nel testo, senza quindi rispettare la cronologia della vita del filosofo. Talvolta, inoltre, a seconda del biografo, lo stesso evento è collocato nel primo, secondo o terzo viaggio. Ad esempio, Diogene Laerzio (III, 21) parla dell'intervento del pitagorico Archita in aiuto di Platone al termine del secondo viaggio, evento che la Lettera VII (350a-b) assegna al terzo viaggio. Olimpiodoro (In Alcibiadem, 2, 118-127) associa al secondo viaggio eventi che altre fonti assegnano al primo.
Né i dialoghi platonici né Aristotele fanno menzione dei viaggi di Platone in Sicilia. Nei dialoghi, Dione e i due Dionisî non sono nemmeno menzionati, mentre solo nello pseudoplatonico Erissia si fa un ritratto (molto negativo) dei Siracusani.
Tra i diciotto epigrammi tradizionalmente attribuiti a Platone (ma di dubbia autenticità), ve n'è uno dedicato a Dione.

### LaLettera VII

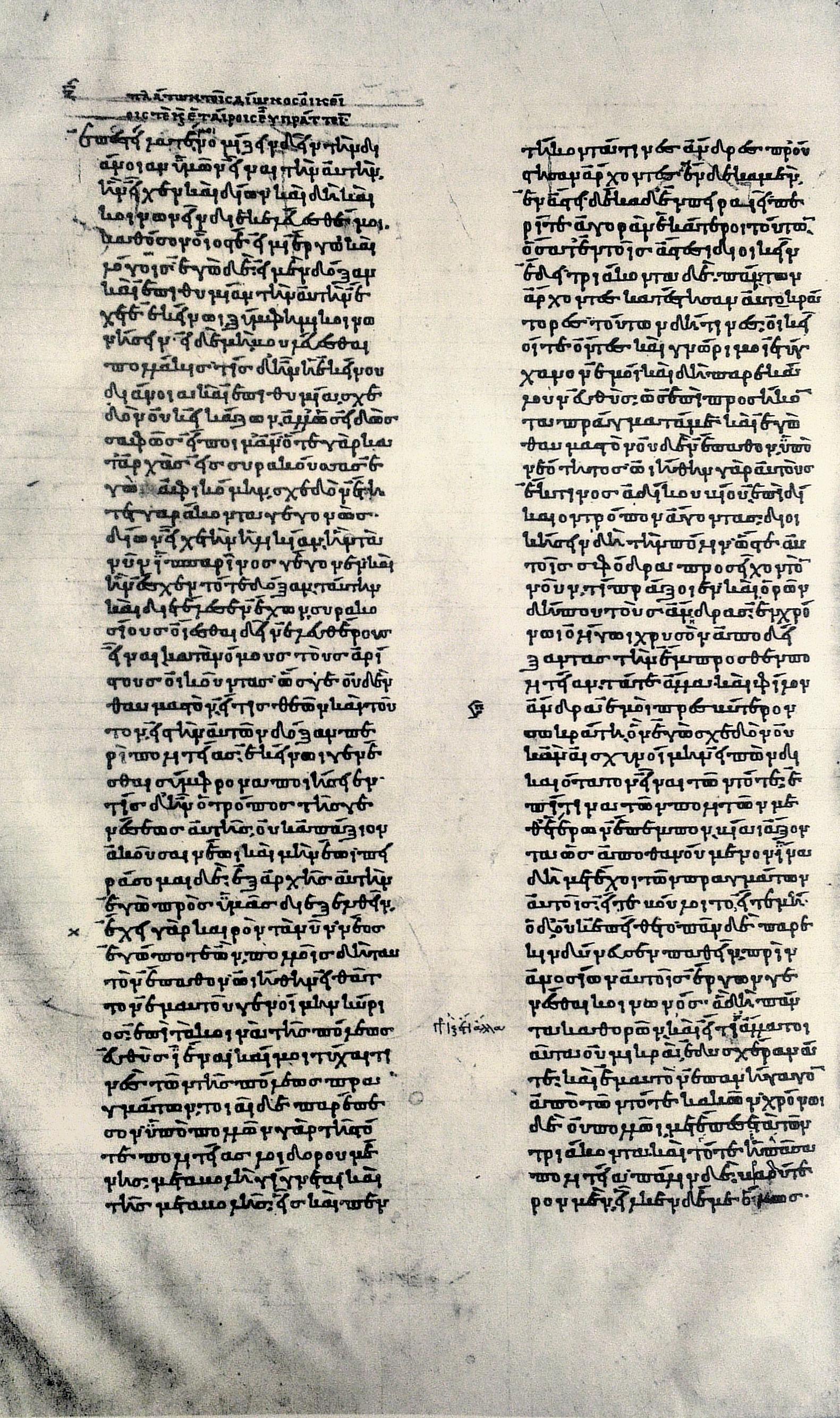
L'inizio della Lettera VII in un manoscritto medievale (IX secolo), il più antico che sia stato conservato (Parigi, Bibliothèque Nationale, Codex Parisinus graecus 1807)

La più importante fonte sui viaggi di Platone in Sicilia è la Lettera VII, poiché essa ha un impianto sostanzialmente autobiografico e il suo nucleo narrativo è rappresentato proprio dai tre viaggi. La lettera appartiene ad un corpus di tredici epistole, che la tradizione ha a lungo attribuito a Platone. Tutte le lettere (tranne la V, la VI, la XI e la XIII) si riferiscono direttamente alle vicende siciliane.
Dell'epistolario, sono oggi considerate autentiche (e non unanimemente) solo la VII e, se pur con minore consenso, l'VIII.
Stando a Diogene Laerzio (III, 61-62), alcune lettere platoniche (in numero imprecisato) erano inserite nel canone delle opere platoniche di Aristofane di Bisanzio (fine del III secolo a.C.): si tratta della prima attestazione conosciuta dell'esistenza del corpus. Le lettere facevano parte anche della nona tetralogia dell'edizione degli scritti di Platone ad opera di Trasillo di Mende (I secolo d.C.). Sul canone di Trasillo Diogene offre maggiori informazioni, indicando numero e destinatari, che sono gli stessi del corpus conosciuto oggi.
La VII (come l'VIII) era indirizzata "ai parenti e agli amici di Dione" (τοῖς Δίωνος οἰκείοις τε καὶ ἑταίροις) e menziona la morte di Dione (334e), avvenuta per mano di Callippo nel giugno 354 a.C. Dev'essere stata redatta prima del luglio 353 a.C., mentre la VIII è di poco successiva.
È Cicerone, alla metà del I secolo a.C., l'autore che per primo mostra di ritenere autentica la Lettera VII, riportandone un passo fedelmente tradotto (326b-c) e definendola «praeclara epistula Platonis ad Dionis propinquos» (Tusculanae disputationes, V, 35, 100), ma l'intero epistolario dovette essere ritenuto autentico in tutta l'antichità (con la notevole eccezione di Proclo) ed ebbe immensa fortuna. Alla Lettera VII si rifà quasi certamente Plutarco (I-II secolo d.C.) per scrivere il suo ritratto di Dione nelle Vite parallele. Numerosissimi sono i riferimenti all'epistolario tra i retori, i grammatici e gli storici greci della tarda antichità.
Nel XIX secolo, le lettere sono state generalmente bollate come false, con l'eccezione di George Grote, mentre Eduard Zeller rappresenta il capofila degli scettici. È a partire dalla prima metà del XX secolo che il dibattito si ravviva, con varie sfumature e distinguo.
Chi obietta all'autenticità della Lettera VII ipotizza che il falsario abbia attinto ai dialoghi platonici, riversando nel testo motivi polemici propri dell'ambiente dell'Accademia. Chi invece sostiene l'autenticità della lettera rimarca l'aderenza del testo al resto della produzione platonica, arguendo che, se non proprio di Platone si tratta, quanto meno l'autore deve essere stato persona a lui assai prossima, come ad esempio il nipote Speusippo. Se tale seconda ipotesi è valida, la lettera acquista un grande valore documentario.
Nel 2008 fu scoperto un frammento di papiro della prima metà del III secolo a.C., che riporta un brano della Lettera VIII di Platone.

### Storici dell'epoca
Per quanto riguarda gli storici che vissero all'epoca dei due Dionisî e scrissero di fatti sicelioti, delle loro opere non restano che frammenti, citati da autori successivi. Essi sono: Filisto di Siracusa, Atanide di Siracusa, Timonide di Leucade, Timocrate, Policrito di Mende, Alcimo, Eforo di Cuma, Teopompo di Chio, Timeo di Tauromenio.
Di Filisto sappiamo che ebbe importantissimi incarichi militari alla corte di entrambi i Dionisî (fu forse navarca sotto il Giovane), che scrisse un'opera di storia (Σικελικὰ) in tredici libri (di cui gli ultimi sei dedicati all'epoca in cui visse) e che a Siracusa fu una sorta di storico di corte. Fu esiliato da Dionisio I e poi richiamato in occasione del secondo viaggio di Platone a Siracusa, quando si prodigò per sottrarre Dionisio II dall'influenza del filosofo.
Di Atanide è noto che partecipò alla spedizione di Dione contro Dionisio II. Scrisse una storia di questi eventi in tredici libri (che Ateneo di Naucrati intitola Storia della Sicilia, Σικελικὰ), che sembra proseguisse da dove Filisto aveva interrotto la sua narrazione. I frammenti sopravvissuti dell'opera di Atanide si riferiscono tutti alle vicende di Timoleone.
Timonide fu uno degli Accademici che si unì alla spedizione di Dione. Plutarco (Dion, 35) riferisce che scrisse un resoconto di quanto vide a Speusippo e di lui scrive: "fu accanto a Dione fin dall'inizio di questi eventi". Anche Diogene Laerzio (IV, 5) cita il suo resoconto. Stando a Plutarco (Dion, 30), Dione gli affidò il comando almeno in un'occasione.
Di Timocrate si sa da Diogene Laerzio (VII, 1, 2) solo che scrisse una Vita di Dione («ὡς Τιμοκράτης ἐν τῷ Δίωνι», "così Timocrate nel Dione").
Sembra invece che Policrito abbia vissuto alla corte di Dionisio II e abbia scritto un'opera Su Dionisio (di cui parla Diogene Laerzio, II, 7, 63: «Φησὶ δὲ Πολύκριτος ὁ Μενδαῖος ἐν τῷ πρώτῳ τῶν Περὶ Διονύσιον ἄχρι τῆς ἐκπτώσεως συμβιῶναι αὐτὸν τῷ τυράννῳ καὶ ἕως τῆς Δίωνος εἰς Συρακούσας καθόδου», "Dice Policrito di Mende nel suo primo libro Su Dionisio che visse con il tiranno fino al suo allontanamento da Siracusa e che sopravvisse fino al ritorno di Dione").
Quanto al siceliota Alcimo, visse forse alla corte di Dionisio II e fu autore di una Storia della Sicilia (FGrHist, 560). Nel suo scritto Ad Aminta (di cui restano frammenti) accusava Platone di aver plagiato il pensiero del siracusano Epicarmo e quindi potrebbe essere stato un avversario del filosofo nell'ambiente di corte. Il riferimento ad Epicarmo è rilevante anche perché, stando alla Suda, Dionisio aveva composto un'opera Sui poemi di Epicarmo.
Di Eforo sappiamo pochissimo. Fu forse allievo di Isocrate e scrisse delle Storie in ventinove libri. Gli ultimi due libri trattavano di Sicilia, dal 387 (Pace di Antalcida) al 356 a.C. (conquista di Siracusa da parte di Dione).
Teopompo fu un altro allievo di Isocrate. Scrisse un libro dal titolo Φιλιππικά (Philippica) e, in una delle tante digressioni nel testo, scrive un sunto della Sicilia dei due Dionigi.
Timeo scrisse una storia dei Greci in Sicilia e in Italia in trentotto libri, dalle origini al 264 a.C. Esiliato da Agatocle, visse ad Atene per cinquant'anni e fu forse in questo periodo che scrisse la sua opera.
Filisto, Atanide e Timonide furono testimoni oculari dei fatti. Né Filisto né Timonide possono aver letto la Lettera VII o l'VIII, perché successive ai loro testi. Atanide forse le lesse, ma egli era partigiano di Eraclide contro Dione. Il fatto stesso che la sua opera sia una continuazione di quella di Filisto induce a pensare che il suo punto di vista fosse antiplatonico. Eforo, Teopompo e Timeo scrissero più tardi e potrebbero aver letto le lettere. In particolare, Timeo, che visse gran parte della propria vita ad Atene, era figlio di Andromaco. Questi era tiranno di Tauromenio, ma soprattutto alleato di Timoleone, che fu mandato da Corinto a sedare la guerra civile a Siracusa e a scacciare i tiranni dall'isola. Il sentimento anti-tirannico di Timeo può aver inficiato l'imparzialità del suo testo, ma è anche ciò che può averlo spinto ad utilizzare l'epistolario platonico, nel caso abbia potuto leggerlo.

### Le fonti di Diodoro, Nepote, Plutarco
Tra i frammenti degli storici del IV secolo a.C. menzionati, solo pochi fanno diretto riferimento all'età dionigiana e alla rivoluzione dionea, né vi è alcun rapporto apparente tra essi e le lettere VII e VIII. Gran parte del contenuto della Lettera VII potrà aver sollecitato l'interesse dei biografi di Platone o degli storici del platonismo, ma assai meno quello degli storici dei fatti sicelioti. Resta che l'interpretazione generale che la Lettera VII offre di quei fatti rinvia all'importanza della presenza di Platone in Sicilia, che sarebbe la causa ultima della caduta della tirannia di Dionisio il Giovane (vedi 326e-327a).
Se si confrontano i testi di Diodoro Siculo e di Cornelio Nepote relativi al dissidio tra Dionisio il Giovane e Dione, si comprende abbastanza chiaramente che i due storici si rifanno a due differenti tradizioni. Il racconto di Diodoro è scarno e alquanto convenzionale. Fa riferimento alla presenza di Platone solo per il primo viaggio (XV, 7, 1) e non prende in considerazione l'influenza del filosofo ateniese su Dione. La fonte di Diodoro dovrebbe essere Eforo di Cuma. Un indizio in questa direzione è il fatto che il racconto diodoreo si ferma nel bel mezzo del conflitto tra Dione e Dionisio II, nel 356, lo stesso anno in cui si interrompe la narrazione delle Storie di Eforo. Il racconto di Nepote è invece più articolato e anche meno stereotipato (ad esempio, in relazione all'atteggiamento del tiranno), ed appare il più credibile. Ad esso corrisponde in gran parte il racconto di Plutarco, che sembra ispirarsi alle stesse fonti di Nepote. Nella tradizione diodorea sembra non esserci alcuna traccia degli eventi narrati nell'epistolario platonico, mentre accade il contrario per la fonte di Nepote e Plutarco. Plutarco è, di norma, più dettagliato di Nepote, ma l'interpretazione di fondo è la stessa: la caduta della tirannia dionigiana si deve all'interesse di Dione per la filosofia e all'influenza di Platone su di lui. Anche l'ordine degli eventi è molto simile nei due. Si può anche ipotizzare che la fonte di Plutarco sia lo stesso Nepote, ma ciò è assai poco probabile, sia perché Plutarco ha molti più dettagli, sia perché egli non fa mai riferimento diretto a Nepote. Che la fonte comune a Nepote e a Plutarco sia compatibile con la narrazione della Lettera VII si vede anche dalla facilità con cui Plutarco utilizza la Lettera VII per integrare il proprio racconto. Che non si tratti della stessa Lettera VII si vede dal fatto che tale ulteriore fonte offre dettagli che nella lettera non sono presenti. Gli studiosi ritengono che questa fonte, comune a Nepote e a Plutarco, sia Timeo di Tauromenio.
Da un passaggio di Plutarco (Dion, 14, 4: ταύτην ἀναγνοὺς Διονύσιος Φιλίστῳ καὶ μετ᾽ ἐκείνου βουλευσάμενος, ὥς φησι Τίμαιος, ὑπῆλθε τὸν Δίωνα πεπλασμέναις διαλύσεσι) è possibile arguire che fonte di Timeo sia Filisto. Tutto il racconto di Nepote (così come quello di Plutarco) ha l'aspetto di una ricostruzione dall'interno, offerta da testimoni oculari e dai protagonisti stessi della vicenda (come fu Filisto). Considerando la meticolosità di Timeo, già riconosciuta dagli antichi, è facile immaginare che egli abbia usato l'opera di Filisto, e un passo di Plutarco (Dion, 36, 1) sembra attestarlo direttamente. Altre fonti possibili per Timeo sono Timonide e Atanide, nonché la stessa Lettera VII.

## Contesto storico

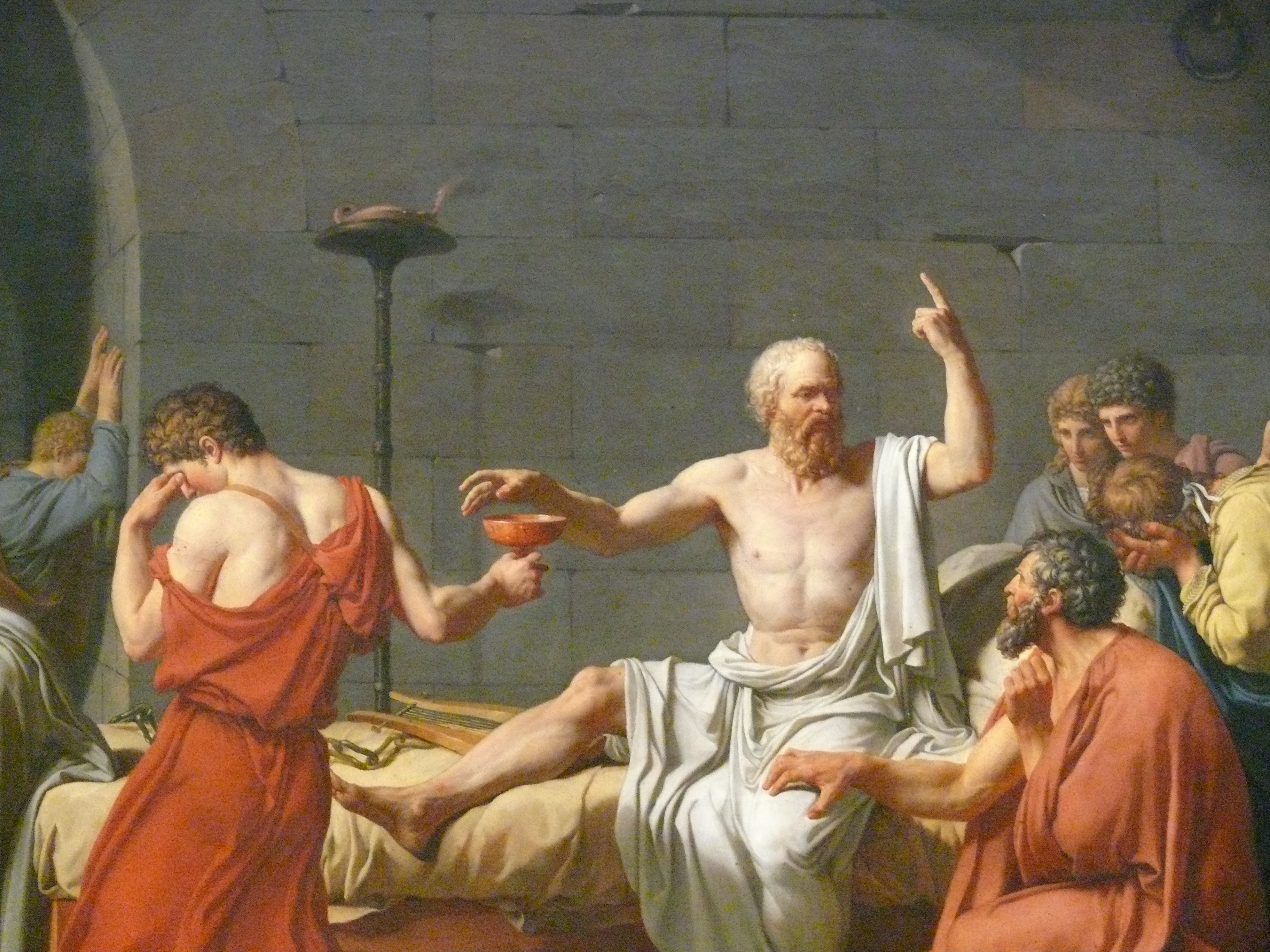
Morte di Socrate (Jacques-Louis David, Metropolitan Museum of Art)

Platone crebbe negli anni della guerra del Peloponneso (431-404 a.C.): quando nacque essa durava già da quattro anni e aveva ormai ventitré anni quando terminò. Pochi anni prima della sua efebia, nel 413 a.C., la spedizione in Sicilia significò una grave sconfitta per gli Ateniesi e la penosa prigionia di molti soldati nelle latomie siracusane. L'evento fu carico di conseguenze politiche per il Mediterraneo: la sconfitta di Atene diede soprattutto risalto al nuovo ruolo e potere di Siracusa. Seguì nel 412 a.C. la spedizione siciliana nel mar Egeo, capitanata dal generale siracusano Ermocrate (figura che Platone elogerà, in seguito, per le sue doti di statista), al fianco di Sparta, nel prosieguo della medesima guerra. Secondo Diogene Laerzio (III, 6), che sul punto non dichiara la propria fonte, fu a circa vent'anni che Platone fece la conoscenza di Socrate e, come altri giovani ateniesi dell'epoca, divenne suo discepolo.
(Diogene Laerzio, III, 6)
Atene venne definitivamente sconfitta dalle forze spartane nella battaglia di Egospotami (405 a.C.): la sconfitta della politica democratica e talassocratica di Atene favorì l'ascesa (404 a.C.) del governo oligarchico dei Trenta tiranni, il cui leader fu Crizia, zio di Platone. Il regime dei "trenta" (οἱ τριάκοντα, hòi triàkonta: così venivano indicati dalle fonti antiche) durò solo otto mesi: fu rovesciato nel settembre del 403 a.C. dal ritorno degli esuli democratici, guidati da Trasibulo di Stiria.
Platone, deluso dalle nefandezze dei tempi (ἀπὸ τῶν τότε κακῶν), colpito fortemente dalla condanna a morte di Socrate nel 399 a.C., decise, secondo quanto riporta Diogene Laerzio (III, 6), di lasciare Atene all'età di ventotto anni. Filodemo (Historia Academicorum, col. X, 7) colloca invece la partenza di Platone da Atene al ventisettesimo anno di età.
Nel frattempo, nel 405 a.C. (o forse qualche anno prima), il militare Dionisio, detto poi "il Grande" o "il Vecchio", era riuscito a imporre la tirannia su Siracusa, abbattendo la democrazia instaurata nella polis nel 465 a.C., anno della morte di Trasibulo, l'ultimo tiranno della dinastia dei Dinomenidi. Dionisio si fece proclamare στρατηγὸς αὐτοκράτωρ (strategós autokrátor, cioè 'generale con poteri illimitati') in un momento di forte tensione politica nella Sicilia greca, gravemente minacciata dall'invasione dei Cartaginesi (vedi Seconda guerra greco-punica). A quel tempo, Siracusa era la più importante città della Magna Grecia e probabilmente la più ricca e la più grande di tutto il mondo greco, con un dominio che si estendeva su quasi tutta la Sicilia e su buona parte dell'Italia meridionale. Dionisio governerà fino al 367 a.C., anno della sua morte.

## I viaggi

### Megara, Cirene, Magna Grecia, Egitto

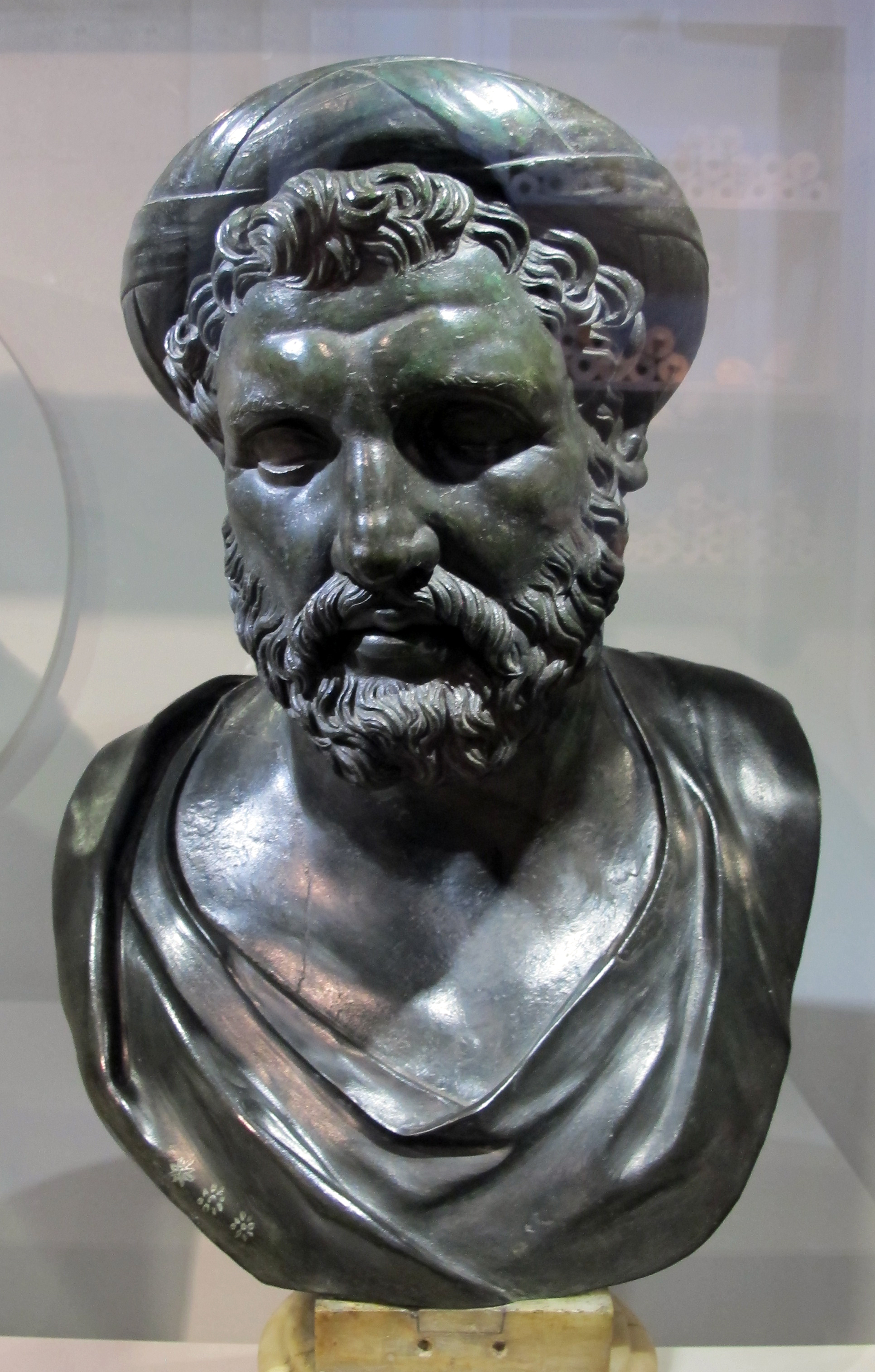
Ritratto di un pitagorico, forse Pitagora stesso, ma tradizionalmente identificato con Archita di Taranto (copia romana dalla Villa dei Papiri ad Ercolano). Archita, filosofo e stratega della città di Taras, fu il destinatario delle lettere IX e XII. Stando alla Lettera VII, il pitagorico tarantino fu in rapporti con Platone e con Dionisio il Giovane. Intercedette presso quest'ultimo in favore di Platone, in occasione del terzo e ultimo viaggio. Insieme a Filolao, Archita è una figura importante per comprendere il rapporto tra platonismo e pitagorismo.

Se si presta fede a diverse fonti antiche, di carattere biografico e aneddotico, i viaggi di Platone dopo la morte di Socrate non si sarebbero limitati alla Magna Grecia e alla Sicilia. Egli si sarebbe, infatti, recato anche a Megara in Attica, a Cirene in Libia e ad Eliopoli in Egitto.
Il viaggio di Platone in Egitto è menzionato da Cicerone (De re publica, I, 16; De finibus bonorum et malorum, V, 29, 87), Quintiliano (Institutio oratoria, I, 12, 15) e Valerio Massimo (Factorum et dictorum memorabilium, VIII, 7, ext. 3). Secondo Apuleio (De Platone et eius dogmate, I, 3, 186), Platone avrebbe avuto intenzione di recarsi persino in India e tra i Magi, ma rinunciò a causa delle guerre asiatiche in corso (atque ad Indos et Magos intendisset animum, nisi tunc eum bella vetuissent Asiatica). Sempre Cicerone (Tusculanae disputationes, IV, 19, 44) scrive che Platone visitò ultimas terras.
È assai probabile che gran parte di questi viaggi siano il frutto di invenzioni foggiate secondo il topos del filosofo viaggiatore: Orfeo, Licurgo, Omero, Talete, Solone, Pitagora, Enopide, Democrito, ma anche Eudosso di Cnido, si sarebbero tutti recati in Egitto o tra i Caldei ad apprendere varie discipline (tra cui matematica, geometria, astrologia e i principi di trasmigrazione delle anime).
Diogene Laerzio (III, 6) si rifà ad Ermodoro per tratteggiare gli spostamenti di Platone. Dopo aver riferito del soggiorno a Megara, dove Platone sarebbe stato ospitato da Euclide, e poi a Cirene presso Teodoro, Diogene prosegue affermando che il filosofo si recò in Magna Grecia, presso i pitagorici Filolao ed Eurito, e conclude raccontando del viaggio di Platone in Egitto, che egli avrebbe fatto addirittura in compagnia di Euripide.
(Diogene Laerzio, III, 6)
Non è chiaro però se l'autorità di Ermodoro sia richiamata da Diogene solo in relazione allo spostamento a Megara o anche ai viaggi in Libia, in Italia e in Egitto. Secondo William Calder, ad accompagnare Platone in Egitto sarebbe stato Eudosso di Cnido (e ciò restituirebbe una certa credibilità a tutto il passo). Un incontro con Filolao si sposa bene con il contatto che, stando a Diogene Laerzio (VIII, 7 e altrove), Platone avrebbe avuto con gli ambienti pitagorici di Crotone nel primo viaggio in Sicilia (vedi #Rapporti con Filolao).
Filodemo, che tace sugli altri viaggi, fa riferimento al viaggio di Platone in Italia e in Sicilia:
(Historia Academicorum, col. X, 7)
Il viaggio in Italia è attestato anche dalla Lettera VII (326b), che lo lega al viaggio in Sicilia. Così pure Cornelio Nepote (Dione, 2, 2) e Plutarco (Dion, 4, 2).
Secondo Cicerone (De re publica, I, 16), Platone si recò a Taranto per apprendere da Archita le dottrine di Pitagora:
(Cicerone, De re publica, I, 16)
Lo stesso Cicerone (De finibus bonorum et malorum, V, 29, 87) e Valerio Massimo (Fatti e detti memorabili, VIII, 7, ext. 3) collocano il viaggio in Magna Grecia dopo quello in Egitto e fanno i nomi dei pitagorici incontrati a Taranto (Archita) e a Locri (Echecrate, Timeo, Arione). In Diogene Laerzio, invece, i viaggi in Italia e in Sicilia non sono presentati in connessione, ma al viaggio in Italia segue quello in Egitto.
Olimpiodoro (In Gorgiam, 41, 6-7), come Diogene Laerzio, fa riferimento ad una lunga peregrinazione di Platone in diverse parti del mondo allora conosciuto alla ricerca dei maggiori sapienti dell'epoca. In Sicilia trovò i Pitagorici, che gli trasmisero i vertici della conoscenza matematica, geometrica e astronomica. A Cirene, in Libia, studiò geometria con Teodoro. Di lì mosse per l'Egitto, dove studiò ancora astronomia. A quel punto, continua Olimpiodoro, tornò in Sicilia per studiare i crateri dell'Etna e incontrare i Pitagorici.
Maggiore documentazione si ha in relazione ai tre viaggi del filosofo in Sicilia. Una prima volta vi giunse tra il 388 a.C. e il 387 a.C.

### Primo viaggio in Sicilia (388-387 a.C.)
Pressoché tutte le fonti antiche attestano che Platone si sarebbe recato nell'isola spinto dalla curiosità di vedere il vulcano Etna. Diogene Laerzio offre egli pure questa ragione, ma integra il racconto con l'episodio dell'alterco tra Dionisio il Vecchio e Platone, con il conseguente allontanamento del filosofo dalla corte e la sua riduzione in schiavitù (questa linea è parzialmente condivisa da Plutarco).
Al centro dell'interesse della Lettera VII è invece l'incontro con il giovane principe siracusano Dione: la lettera non esplicita le ragioni del viaggio — tanto meno quella di studiare l'Etna — e non fa cenno all'incontro con il tiranno o alla schiavitù. Il racconto è, nel complesso, succinto (326b-327b). Platone dichiara (324a) di avere circa quarant'anni e sulla base di questa informazione è datato il viaggio:
(Lettera VII, 324a)

#### L'Etna

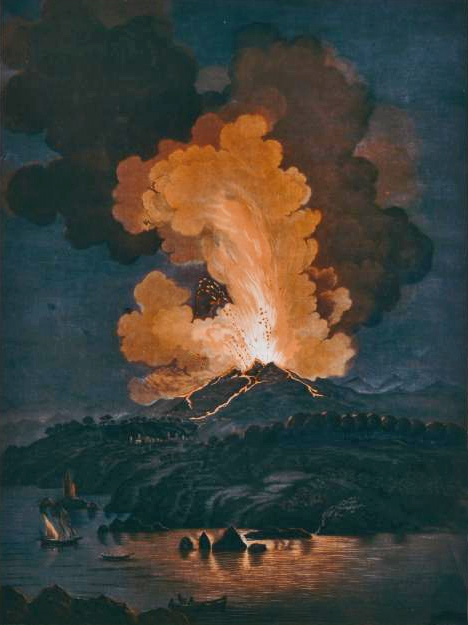
Il vulcano Etna in eruzione (illustrazione di Alessandro D'Anna, fine XVIII secolo). Secondo la tradizione, Platone avrebbe visitato i crateri etnei.

La testimonianza più antica a proposito dell'interesse per l'Etna come motivo del viaggio sarebbe quella dello storico greco Egesandro (II secolo a.C.), citato testualmente da Ateneo di Naucrati (Deipnosophistai, XI, 507a-b). L'interesse per l'Etna è ripreso da Apuleio (De Platone et eius dogmate, I, 4, 189), da Diogene Laerzio (III, 18), da Olimpiodoro (In Alcibiadem, 2, 94-96 e In Gorgiam, 41, 7) e dagli anonimi Prolegomena (4, 11-13).
Egesandro nei suoi Ὑπομνήματα presso Ateneo (XI, 507b) scrive che Platone volle andare sui crateri dell'Etna τῶν ῥυάκων χάριν, per vedere "i torrenti di lava" che dal monte scaturivano.
Apuleio scrive:
(Apuleio, De Platone et eius dogmate, I, 4, 188-189)
Il passo di Diogene Laerzio è il seguente:
(Diogene Laerzio, III, 18)
Nel Fedone (111d-e) Socrate menziona la Sicilia e i fiumi di lava e fango che lì si trovano:
(Platone, Fedone, 111d-e)
Ciò può suggerire che Platone abbia assistito di persona ad una delle eruzioni dell'Etna o, al contrario, che i biografi di Platone, sulla scorta del passo del Fedone, abbiano supposto la visita all'Etna.

#### Platone a Siracusa

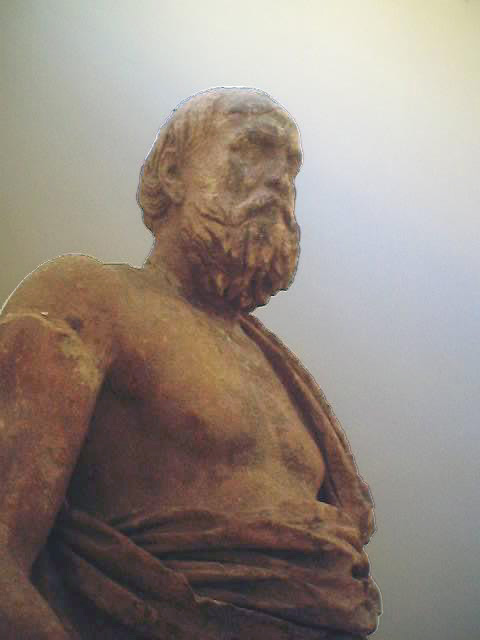
Presunto busto di Platone rinvenuto a Delfi

Stando al racconto di Cornelio Nepote (Dione, 2, 2), l'invito per Platone alla corte di Siracusa giunse per l'insistenza di Dione, dopo che si seppe della presenza del filosofo a Taranto.
(Cornelio Nepote, De viris illustribus, X, Dion, 2, 2-3, traduzione di Leopoldo Agnes)
La Lettera VII collega il viaggio in Italia al viaggio in Sicilia, ma non chiarisce come o perché Platone giunse sull'isola (in 326d-e si accenna a non meglio determinate "potenze superiori": τῶν κρειττόνων ἀρχὴν βαλέσθαι) e, soprattutto, non parla di alcun incontro con Dionisio il Vecchio (il tiranno è invece ricordato in 331e-332a, dove lo si paragona, a suo scorno, a Dario I di Persia).
Diodoro Siculo (XV, 7, 1) scrive che Platone fu convocato dal tiranno, interessato dalla sua parresia (Μεταπεμψάμενος γὰρ τὸν ἄνδρα τοῦτον τὸ μὲν πρῶτον ἀποδοχῆς ἠξίου τῆς μεγίστης, ὁρῶν αὐτὸν παρρησίαν ἔχοντα ἀξίαν τῆς φιλοσοφίας, "Dopo averlo invitato, prima lo tenne nella massima considerazione, sentendolo parlare con la libertà degna di un filosofo"). Plutarco (Dion, 4, 1) attribuisce alla fortuna la venuta di Platone (θείᾳ τινὶ τύχῃ Πλάτωνος εἰς Σικελίαν παραβαλόντος, κατ' οὐδένα λογισμὸν ἀνθρώπινον, "quando per una qualche divina fortuna Platone arrivò in Sicilia, senz'alcun umano intendimento"). Secondo Diogene Laerzio (III, 18), il filosofo fu costretto dal tiranno a recarsi presso la sua corte. Olimpiodoro, dal canto suo, scrive (ed è l'unica fonte antica a farlo) che Platone andò a Siracusa con la chiara intenzione di mutare la tirannide in aristocrazia.
Il contesto storico che fa da cornice al presunto incontro tra tiranno e filosofo è quello del 388 a.C.: un anno particolarmente carico di eventi politici nella vita di Dionisio I. Secondo Giustino (Epitoma Historiarum Philippicarum Pompei Trogi, XX, 5, 4-6), fu l'anno in cui i Galli Senoni, che pochi mesi prima avevano incendiato Roma (390 a.C. varr. pari al 388/386 a.C.), vennero a domandargli amicizia e alleanza, ottenendola. È anche l'anno in cui Lisia accusò pubblicamente il governo di Dionisio di rappresentare una ἀσεβεστάτη τυραννίς, "più che empia tirannide" (Diodoro Siculo, XIV, 109, 3). Nella Grecia continentale si arrivò a temere un'invasione da parte delle forze militari di cui il tiranno disponeva grandemente e si paventava un segreto accordo tra Dionisio e la Persia, nella figura di Artaserse II, per dividersi le future terre conquistate.
Certa storiografia moderna ha intravisto interessi di Dionisio I, taciuti dagli storici antichi, nel condurre Platone a corte, come l'intenzione del tiranno di riallacciare pacifici rapporti con Atene, soprattutto dal momento che Sparta si mostrava ora fredda ora contraria alle sue mosse politiche. Oltre a ciò, Dionisio I era abituato a circondarsi di letterati, secondo alcuni per mettere in piedi un'organizzazione del consenso, sfruttando la loro eloquenza per propagandare la propria politica, oppure per affermare, nelle parole di Sanders, un proprio "ruolo filosofico".
Nonostante quanto riportato da Diogene Laerzio, si può supporre che se Platone non venne con l'intenzione di influenzare e attuare un cambiamento nella politica siciliana, egli accettasse comunque di buon grado l'invito a corte, poiché interessato a conoscere di persona il principale artefice di una tirannide già molto nota militarmente, politicamente e culturalmente.

#### L'incontro con Dione
Episodio centrale del primo viaggio di Platone in Sicilia è l'incontro con il principe siracusano Dione. La Lettera VII (327b-c) racconta dell'incontro e di come Dione divenne amico e discepolo prediletto di Platone. Nella parte iniziale della lettera ne è brevemente ritratta la figura: Platone ne rimarca l'intelligenza e l'amore per la virtù.
(Lettera VII, 327b)
Dione era figlio di Ipparino, un aristocratico che, insieme a Filisto, aveva appoggiato l'ascesa di Dionisio I. Stando alla Lettera VIII (353a-b), Ipparino era stato proclamato τύραννος αὐτοκράτωρ (túrannos autokrátor) insieme a Dionisio (ἐπὶ σωτηρίᾳ τῆς Σικελίας αὐτοκράτορας, ὥς φασιν, τυράννους ἐπονομάζοντες). Il padre di Dione non appare invece nel resoconto di Diodoro (XIII, 94). Aristotele (Politica, 1306a) sottolinea l'importanza dell'appoggio di Ipparino all'ascesa di Dionisio, mentre Plutarco (Dion, 3, 2) riporta che Ipparino governava insieme a Dionisio (Διονυσίῳ συνάρξαντος) quando questi divenne strategós autokrátor (πρωτεύσαντος ἀνδρὸς Συρακουσίων καὶ Διονυσίῳ συνάρξαντος ὅτε πρῶτον αὐτοκράτωρ ἐπὶ τὸν πόλεμον ᾑρέθη στρατηγός). Secondo Morrow, il fatto che la Lettera VIII specifichi (353b) che Ipparino fece da consigliere anziano per Dionisio (σύμβουλον δὲ καὶ πρεσβύτερον Ἱππαρῖνον) aggiunge verosimiglianza al quadro offerto dalla lettera.
Se il quadro relativo al padre Ipparino è accurato, possiamo desumerne che Dione era un aristocratico di sentimenti antidemocratici, ma la disposizione personale e il carattere lo ponevano in conflitto con il clima licenzioso della corte dionigiana. Egli rappresentava quindi la figura più idonea a realizzare le speranze di riforma che ritroviamo espresse nella Lettera VII. Da un lato, era una figura prominente a corte e un alleato dotato agli occhi del tiranno (pare fosse un abile diplomatico e fu forse mandato a Cartagine in questa veste) e con Dionisio era peraltro in stretto rapporto di parentela (Dione aveva sposato Arete, figlia di Dionisio, mentre sua sorella Aristomache era una delle due mogli del tiranno). Dall'altro lato, aveva l'indole filosofica che Platone cercava nella classe dominante. Forte è, in effetti, il contrasto tratteggiato tra il carattere di Dione e quello della città: Siracusa è dedita alla perdizione, al buon cibo (proverbiale la Συρακοσία τράπεζα, la "tavola siracusana", di cui si parla anche in Repubblica, 404d) e ai piaceri della carne. L'assolutismo di Dionisio I "con il suo spudorato disprezzo per la legge e la costituzione, era la controparte politica del prevalente lassismo morale", come scrive Morrow.
D'altra parte, come scrive Finley, "la pretesa conversione di Dione all'indirizzo platonico nel 387 non produsse effetti esterni palesi nei venti anni in cui egli continuò a servire il tiranno, accumulando in tal modo ricchezze e potenza". Non si hanno, in effetti, notizie di tentativi da parte di Dione di spingere Dionisio I ad una qualche riforma e le fonti, al contrario, lo ritraggono piuttosto conformato alla politica del tiranno. Egli, però, assunse ruoli di rilievo forse solo nell'ultima parte della tirannia di Dionisio I. Plutarco (Dion, 5, 8-10) attesta comunque la parresia con cui Dione poteva rivolgersi al tiranno.
L'incontro con il principe siracusano segnò profondamente la vita di Platone. Il ventenne Dione è stato definito l'«Eros filosofico di Platone». Le fonti antiche e la critica moderna parlano di un amore tra i due. Molti sostengono inoltre che il Simposio di Platone sia una reminiscenza del tempo passato con Dione in Sicilia.
Soprattutto è incommensurabile il peso storico dell'incontro se, come attesta la Lettera VII (326e-327a), esso rappresenta la ragione ultima della caduta della tirannia trent'anni dopo.
(Lettera VII, 326e-327a)
La Lettera VII non menziona Dionisio I in relazione all'incontro con Dione. Questo silenzio, nonché i toni del racconto di Plutarco (Dion, 4, 3), hanno indotto Brian Caven a suggerire la possibilità che Platone non sia stato invitato a corte, ma si sia recato in Sicilia "as an enquiring tourist" ('da turista curioso'). Debra Nails osserva però che una tale ipotesi rende difficile comprendere come Platone e Dione abbiano potuto incontrarsi, dato che la famiglia del tiranno risiedeva nella fortezza di Ortigia, separata dalla popolazione.

#### Il confronto con Dionisio il Vecchio

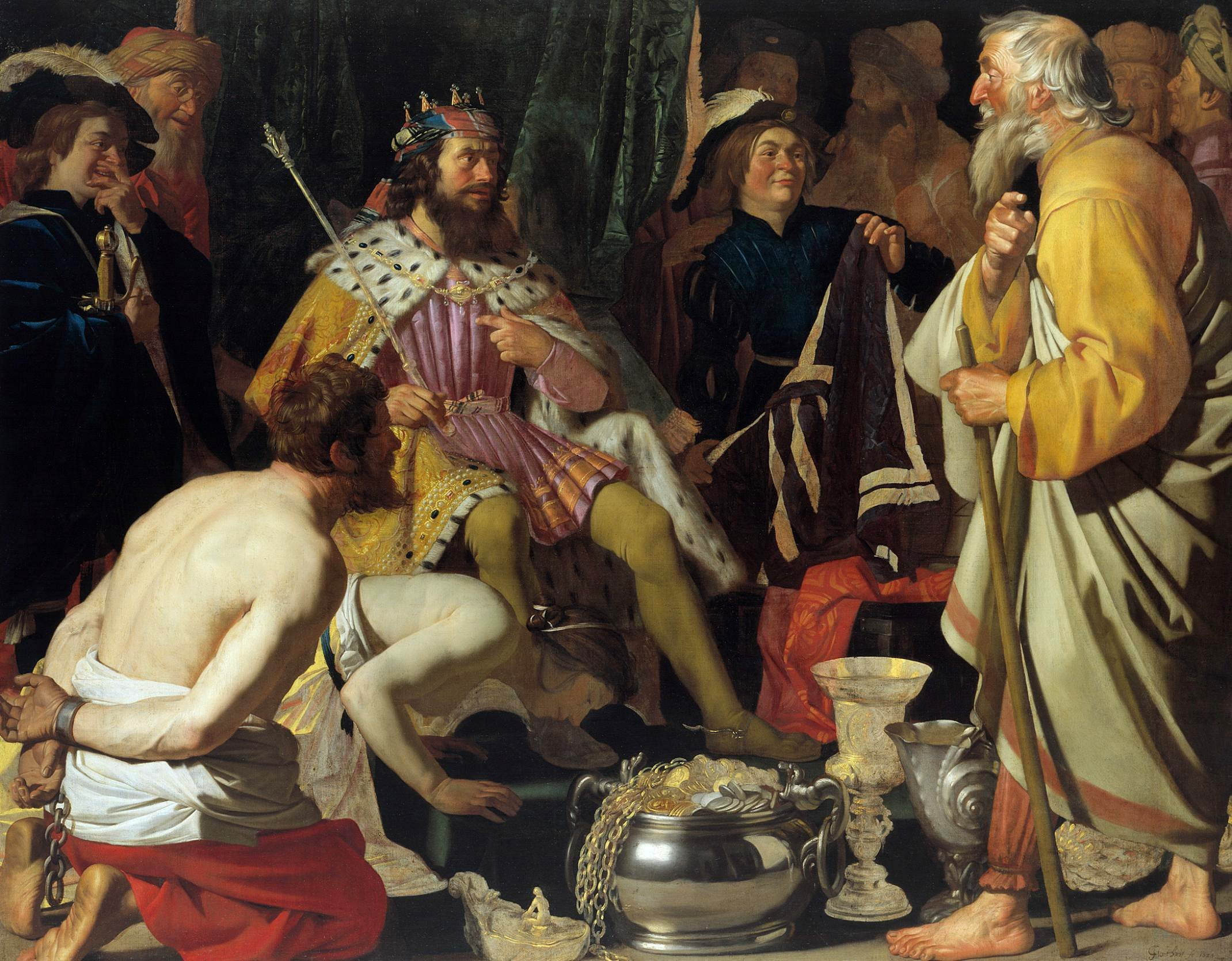
Creso riceve Solone in un quadro di Gerard van Honthorst del 1624 (Solon en Croesus). La tradizione dell'incontro tra Platone e Dionisio I riprende alcuni motivi illustrati da Erodoto (I, 29-33) in relazione all'incontro tra il re di Lidia e il saggio ateniese.

Il confronto tra il tiranno Dionisio e il filosofo Platone appartiene ad una aneddotica che risale almeno a Filodemo (Historia Academicorum, col. X, 10-16). Esso appare anche in Plutarco (Dion, 5, 1-5), in Diogene Laerzio (III, 18), in Olimpiodoro (In Alcibiadem, 2, 97-110; In Gorgiam, 41, 7), ma non in Apuleio. Negli anonimi Prolegomena vi si allude soltanto (4, 15): Εἶτ' ἐκεῖθεν ἐπὶ Σικελίαν ἀφίκετο, τοὺς ἐν Αἴτνῃ κρατῆρας ἱστορῆσαι βουλόμενος, ὅτε καὶ τὴν πρὸς Διονύσιον ἔντευξιν ἐποιήσατο, "Poi da lì [dalla Persia] giunse in Sicilia, per osservare il cratere sull'Etna: in questa occasione entrò in rapporti con Dionisio". La Lettera VII trascura del tutto di riportare l'evento ed è possibile che non sia mai accaduto, essendo il tiranno impegnato nell'assedio di Reghion.
Diverse sono poi le ragioni per l'incontro addotte dalle fonti: secondo Plutarco (Dion, 4, 6-7), Dione avrebbe fatto in modo di fare incontrare Dionisio e Platone, sperando di suscitare nel tiranno interesse per la filosofia. Olimpiodoro (In Alcibiadem) sostiene che Platone fosse andato a Siracusa al preciso scopo di convincere Dionisio a riformare la tirannide verso un regime aristocratico, mentre In Gorgiam sostiene che Dione pregò Platone perché convincesse il tiranno a moderare il proprio governo. Diogene Laerzio, infine, scrive che fu il tiranno ad obbligare Platone ad un incontro.
Quello del filosofo che cerca invano di influenzare il potente è un motivo antico. Si ritrova, ad esempio, in Erodoto, il quale, nelle sue Storie (I, 29-33), racconta dell'incontro tra Solone e Creso. Il ricchissimo re di Lidia aveva chiesto al legislatore ateniese chi fosse l'uomo più fortunato (I, 30, 2: νῦν ὦν ἐπειρέσθαι με ἵμερος ἐπῆλθέ σε εἴ τινα ἤδη πάντων εἶδες ὀλβιώτατον) e, sentendosi rispondere che era un tale Tello di Atene, che aveva avuto bravi figli, che aveva vissuto abbastanza da vedere nascere i propri nipoti e che era morto in battaglia con valore, tanto da guadagnarsi dei funerali a spese della città, rimane deluso. La parresia (παρρησία, 'franchezza') di Solone, di cui parla anche Diodoro Siculo (IX, 2, 2), è del tutto analoga a quella che Platone offre a Dionisio. Già i frammenti di Filodemo (Historia Academicorum, col. X, 13) e Diodoro Siculo (XV, 7, 1) riportano la parresia di Platone. Da Filodemo non è possibile ricavare la risposta data da Platone ("E quando questo [Dionisio] prese a male il suo franco parlare perché (Platone) alla domanda chi gli sembrava, a suo parere, particolarmente felice non nominò lui stesso...").
Plutarco dà un resoconto con un formato diverso rispetto a quello delle domande e delle risposte, offrendo una sintesi dell'incontro, che conclude con un'espressione di stizza da parte del tiranno. Inizialmente i due discutono di coraggio (ἀνδρεία) e Platone osserva che i tiranni sono gli uomini meno coraggiosi. Dopo discutono di giustizia (δικαιοσύνη) e Platone osserva che la vita dell'uomo giusto è felice, mentre quella dell'uomo ingiusto è abietta (ὡς μακάριος μὲν ὁ τῶν δικαίων, ἄθλιος δὲ ὁ τῶν ἀδίκων βίος). Dionisio si sente in una posizione di debolezza, anche perché l'uditorio parteggia, ammirato, per il filosofo, e quindi chiede al filosofo perché si sia recato in Sicilia. A ciò, Platone risponde che è lì per cercare un uomo virtuoso (ἀγαθὸν ἄνδρα ζητεῖν). Dionisio chiude la discussione osservando che evidentemente non l'ha ancora trovato (ἀλλὰ νὴ τοὺς θεοὺς,’ εἶπε, ‘καὶ φαίνῃ μήπω τοιοῦτον εὑρηκώς).
L'impianto della versione di Diogene Laerzio somiglia a quello di Plutarco. Filosofo e tiranno discutono di virtù e tirannide. Quando Platone osserva che l'interesse del tiranno non coincide con il buon governo, se il tiranno non è virtuoso (φάσκων ὡς οὐκ ἔστι τὸ τοῦ κρείττονος συμφέρον αὐτὸ † μόνον, εἰ μὴ καὶ ἀρετῇ διαφέροι), Dionisio, offeso, dice al filosofo che le sue parole sanno di "rimbambimento senile", al che l'ateniese risponde: "E le tue sanno di tirannide" (Σοῦ δέ γε τυραννιῶσιν).
Olimpiodoro riporta il dialogo sia nel commento In Alcibiadem sia nell'altro In Gorgiam e lo struttura in una serie di domande e risposte, ma le domande che presenta sono parzialmente diverse nei due commenti. La prima domanda in entrambi i commenti è uguale a quella riportata da Filodemo, chi è l'uomo più felice (εὐδαίμων), e la risposta è Socrate.
Nel commento In Alcibiadem, la seconda domanda è quale sia il compito dell'uomo politico (ἔργον ἀνδρὸς ... πολιτικού) e la risposta è 'rendere migliori i cittadini' (πολίτας βελτίους ποιεῖν). A ciò Dionisio avanza una terza domanda, se amministrare rettamente la giustizia (ὀρθῶς δικάζειν, 'giudicare equamente') sia per Platone cosa di poco conto (perché il tiranno aveva fama di essere un buon giudice). Platone risponde che quello del giudice è un ruolo di poco conto, paragonabile a quello del sarto, che rappezza abiti strappati. Dionisio prosegue con una quarta domanda, se il tiranno non sia coraggioso (τὸ τύραννον εἶναι οὐκ ἀνδρεῖον) e a ciò Platone risponde che il tiranno è un codardo, che teme persino le forbici del suo barbiere. Dionisio, a questo punto, perde la pazienza e ordina al filosofo di lasciare Siracusa prima che tramonti il sole e Platone parte senza aver ricevuto onori dalla corte.
Nel commento In Gorgiam, la seconda domanda è la stessa che In Alcibiadem, ma il resoconto è più articolato: amministrare la giustizia è cosa di poco conto, secondo il filosofo, perché, come le sarte non producono abiti nuovi, ma si limitano a rammendare abiti strappati, così il giudice non produce uomini giusti, ma si limita a rammendare torti. Una terza domanda è se Eracle fosse felice, al che Platone risponde che, se i racconti mitici sono attendibili, egli non fu felice, ma se visse una vita virtuosa, allora fu veramente felice. Dionisio si infiamma e Dione, temendo che il tiranno possa imprigionare il filosofo, organizza la sua fuga, con l'aiuto del generale spartano Pollide.

#### Platone ridotto in schiavitù

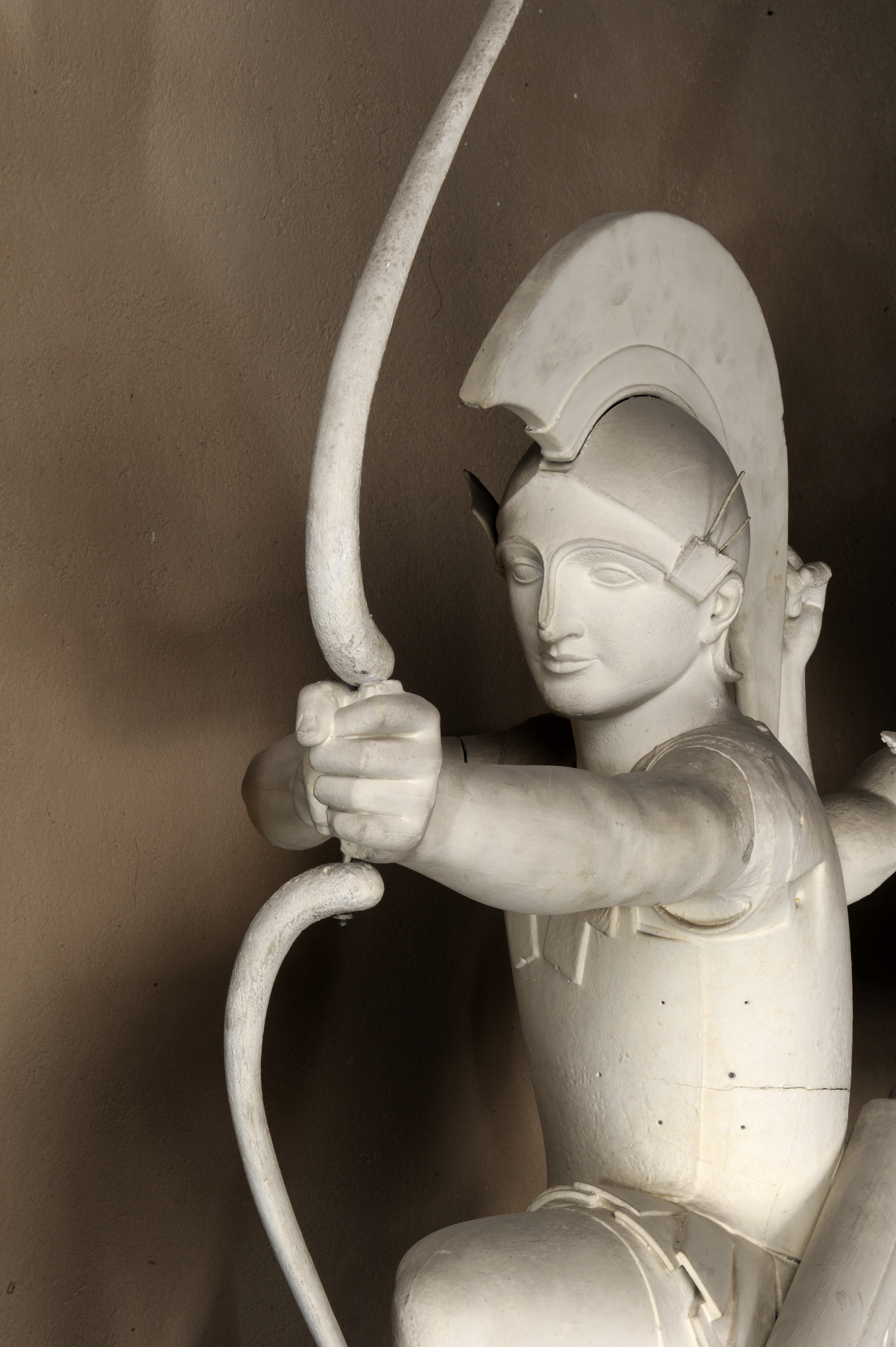
Arciere del tempio di Afaia a Egina, la città nemica di Atene sulla quale sarebbe stato spedito Platone dopo l'acceso diverbio con Dionisio

Le principali fonti sulla conclusione del primo viaggio sono Diodoro Siculo (XV, 7, 1), Plutarco (Dion, 4-5, la cui fonte potrebbe essere Timeo) e Diogene Laerzio (III, 18-21). Tutte e tre le fonti concordano nell'attribuire un epilogo burrascoso, motivato dalla franchezza (parresia) del filosofo. La ricostruzione di Plutarco è la seguente:
(Plutarco, Dion, 5, 5-7, traduzione di Domenica Paola Orsi)
Secondo Plutarco, dunque, Platone fu consegnato al navarco lacedemone Pollide: questi era presente in città per conto di Sparta nell'anno 388 a.C. Dionisio chiede a Pollide di uccidere Platone o, quanto meno, di condurlo ad Egina.
Diogene (III, 19) coincide fin qui con Plutarco, tranne che per alcuni dettagli: ad intercedere per placare la furia del tiranno furono Dione e un Aristomene; inoltre, Dionisio non chiede a Pollide di uccidere Platone, ma solo di condurlo ad Egina. Il resoconto di Plutarco termina ad Egina, mentre Diogene si attarda sul riscatto di Platone.
Secondo Diogene, ad Egina Platone venne portato di fronte a un tribunale che, vedendolo indifferente davanti a qualsiasi sorte gli fosse toccata, non lo giudicò degno di morte e decise quindi di venderlo alla stregua di un prigioniero di guerra (III, 19). Sulla vicenda del riscatto di Platone, Diogene (III, 20) offre due diversi resoconti: nel primo, a riscattarlo dalla schiavitù è il filosofo Anniceride di Cirene (per 20 o 30 mine), che lo manda poi ad Atene. Gli amici di Platone restituiscono le mine ad Anniceride, ma questi rifiuta il denaro. Nel secondo, è Dione a restituire il denaro ad Anniceride, che lo usa per comprare a Platone il giardino dove poi questi avrebbe fondato l'Accademia. Nei versi di Tzetzes (Chiliades, X, 995-996), invece, è Archita a riscattare Platone da Pollide.
La ricostruzione di Diodoro si discosta da quelle di Plutarco e di Diogene: egli riporta, infatti, che Platone fu venduto al mercato di Siracusa per 20 mine. Anche secondo Cornelio Nepote Platone fu fatto vendere come schiavo da Dionisio (Dione, 2, 3).
Il racconto della riduzione in schiavitù di Platone manca in Apuleio e negli anonimi Prolegomena.
Sulla temporanea schiavitù di Platone si è molto discusso e altamente problematico risulta stabilire la sua storicità o la responsabilità di Dionisio I. La storica Marta Sordi crede nell'effettiva responsabilità del tiranno e attribuisce questa sua ostilità all'intento di vendicarsi di Atene, colpevole, tramite l'Olimpico di Lisia, di averlo offeso pubblicamente. Altri invece, pur ritenendo veritiera la disavventura di Platone a Egina, non credono alla presunta responsabilità di Dionisio nella vicenda. La tradizione aneddotica sarebbe nata prendendo spunto da accadimenti storici, come la conflittualità che intercorreva tra Egina e Atene ai tempi della guerra di Corinto. Gli Ateniesi avevano effettive difficoltà a spostarsi liberamente in quelle acque, per cui Platone poté ritrovarsi casualmente prigioniero del nemico durante il tragitto verso casa, ma senza la responsabilità di Dionisio e dell'ambasciatore lacedemone. Va comunque notato che nessuna fonte del IV secolo (e tanto meno la Lettera VII o autori platonici) menziona la riduzione in schiavitù di Platone. Forse fonti accademiche potrebbero aver costruito ad arte la tradizione della responsabilità del tiranno, anche se, per altro verso, si può supporre che gli ambienti platonici avessero piuttosto interesse a oscurare un episodio così increscioso come quello che vedeva il filosofo ridotto schiavo.

#### Rapporti con Filolao

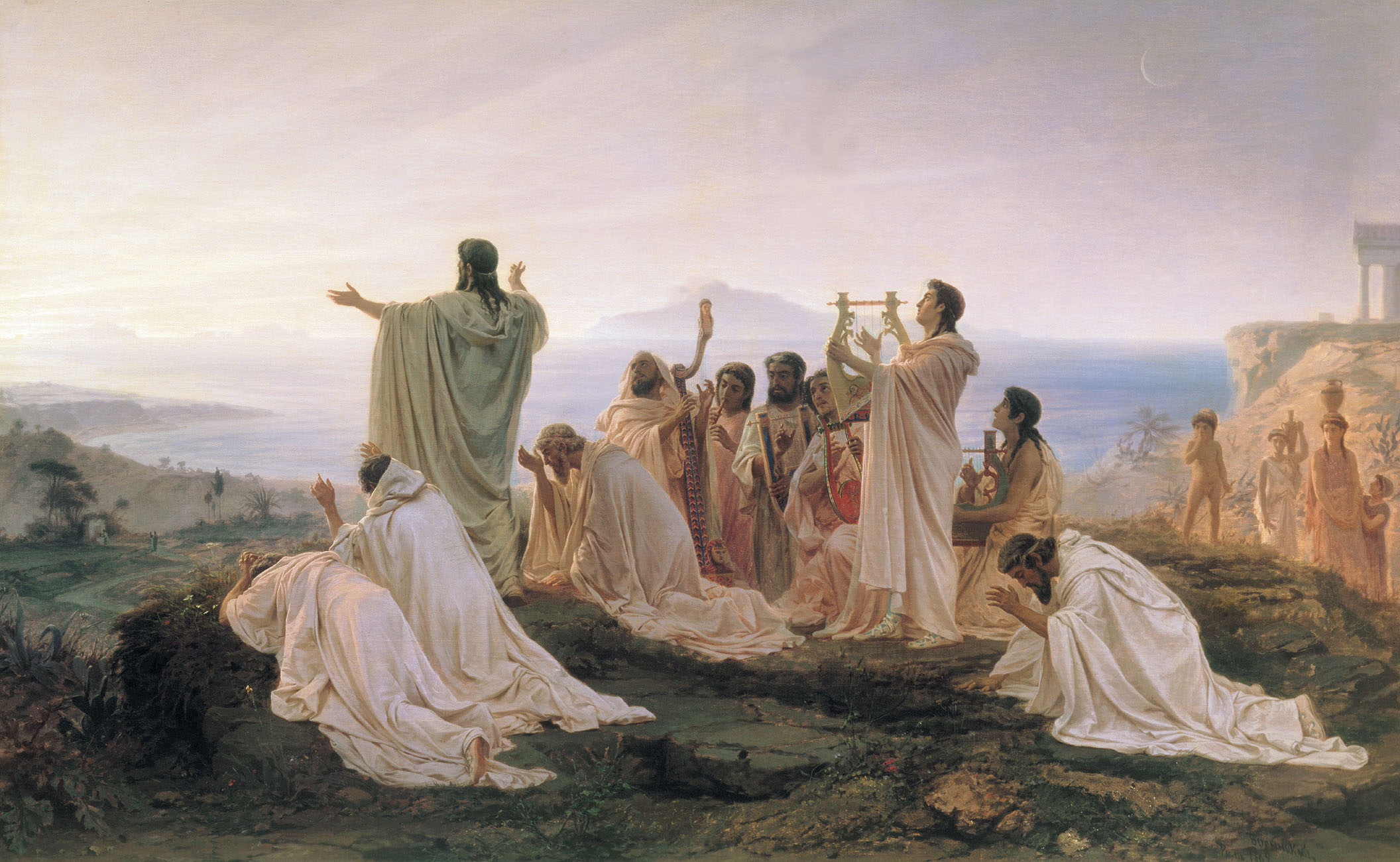
Pitagorici celebrano l'alba (Гимн пифагорейцев восходящему солнцу), dipinto di Fëdor Bronnikov (1827-1902). Il pensiero di Pitagora, sviluppatosi in Magna Grecia, influenzò fortemente Platone.

Ci si richiama spesso all'influenza della scuola pitagorica su Platone, soprattutto in riferimento ad Archita di Taranto. Esiste, però, nelle fonti antiche, un insistito riferimento ad un rapporto tra Platone e Filolao. Costui, filosofo e astronomo, avrebbe contribuito a portare il pensiero pitagorico in Grecia (alla fine del V secolo a.C.). Platone lo menziona nel Fedone (61d-e), che sarebbe stato redatto negli anni successivi al ritorno dalla Sicilia. Aristosseno, citato in Diogene Laerzio (VIII, 46), afferma di aver incontrato di persona gli ultimi pitagorici e che questi sarebbero stati allievi di Filolao e di Eurito. Secondo Diogene Laerzio (VIII, 85), che su ciò si rifà ad Ermippo di Smirne (III secolo a.C.), Filolao aveva scritto un libro che Platone sarebbe riuscito ad acquistare al costo di 40 mine alessandrine d'argento (ma la nascita di Alessandro Magno va collocata intorno agli anni in cui morì Platone) e da cui avrebbe tratto il suo Timeo. Diogene (sempre in VIII, 85) riporta anche una differente tradizione, secondo cui Platone avrebbe ricevuto il libro di Filolao in regalo, dopo aver convinto Dionisio a rilasciare un giovane discepolo di Filolao che era finito in prigione. Non è chiaro se Filolao fosse ancora in vita all'epoca del primo viaggio di Platone in Sicilia. Altrove (III, 9 e VIII, 84), Diogene precisa che, secondo alcune fonti (tra cui Satiro di Callati), Platone avrebbe scritto a Dione, chiedendogli di acquistare da Filolao il volume, al costo di 100 mine.
Complessivamente, l'episodio dell'acquisto dei libri di Filolao appare controverso, soprattutto se si tiene conto che esso si iscrive bene in quel filone denigratorio che addebitava a Platone il plagio della filosofia pitagorica.

#### La fondazione dell'Accademia
Come narra Diogene Laerzio (III, 7), di ritorno ad Atene, nel 387 a.C., Platone fondò l'Accademia (così chiamata per essere sorta su un bosco sacro all'eroe Academo).
(Diogene Laerzio, Vita dei filosofi, III, 7, traduzione di Marcello Gigante, Laterza, 1976)
Platone divenne scolarca di molti discepoli e la sua fama crebbe sempre più.

### Morte di Dionisio il Vecchio e ascesa al potere di Dionisio il Giovane
Poco prima di morire, Dionisio I si lanciò in un'ultima guerra contro i Cartaginesi. Anni prima (forse nel 378 a.C.) era stato sconfitto nella battaglia di Cronio. Nel 367 riuscì a riconquistare Selinunte ed Erice. Dopo un armistizio per attendere la fine dell'inverno, morì prima che si ritornasse a battagliare. Dionisio II, che gli successe, poté siglare la pace con i Cartaginesi (nel 358/357, secondo Diodoro Siculo, ma forse prima). La morte del tiranno mise in luce la debolezza della dynasteia: diversi personaggi collocati da Dionisio I in posizioni di responsabilità avevano avuto occasione di cadere in disgrazia: il fratello Leptine era stato trasferito a Terme e Filisto era stato esiliato, forse anche in ragione del suo legame di parentela con Leptine (di cui era genero). Ad ogni modo, Dionisio II poté salire al potere senza complicazioni.
La personalità del giovane Dionisio era molto diversa da quella del padre, almeno nella raffigurazione offerta dalla tradizione: era molle, dedito ai piaceri, spesso ubriaco, forse incline alla poesia e alla filosofia più che alla politica, da cui il padre l'aveva tenuto lontano. Inizialmente, preferì forse vivere a Locri, città nativa della madre, lasciando la conduzione delle faccende politiche ad altri. In quel periodo, Dione era ormai a capo del ramo siracusano della famiglia di Dionisio il Vecchio, rimasto escluso dal potere in favore del ramo locrese.
La politica di Dionisio II prese a ricalcare l'orma paterna: continuò l'espansione in Adriatico e a questo fine richiamò dall'esilio Filisto; si attivò contro i Lucani, che con le loro incursioni danneggiavano diverse città greche, in specie Taranto, retta da Archita; seguì a tenere per Sparta contro Tebe; in Italia, supportò le città latine contro Roma, di cui fu il primo a intuire la futura potenza.
Si hanno poche notizie del primo anno di tirannide di Dionisio il Giovane. Per il 366 ci sono più informazioni: in particolare, Isocrate scrive nel suo Archidamo (forse di quello stesso anno) che gli Spartani contavano sull'appoggio di diversi principi e tiranni stranieri, tra cui Dionisio II. Questi sarebbe stato pronto ad accoglierli, nel caso di un'evacuazione. Senofonte (Hellenica, 7, 4, 12) riporta che Dionisio mandò agli Spartani dodici triremi, con un Timocrate al comando, che li aiutò a conquistare Sellasia (questo episodio è databile al 365).

### Secondo viaggio (367-366 a.C.)

#### Il secondo viaggio nelle fonti antiche

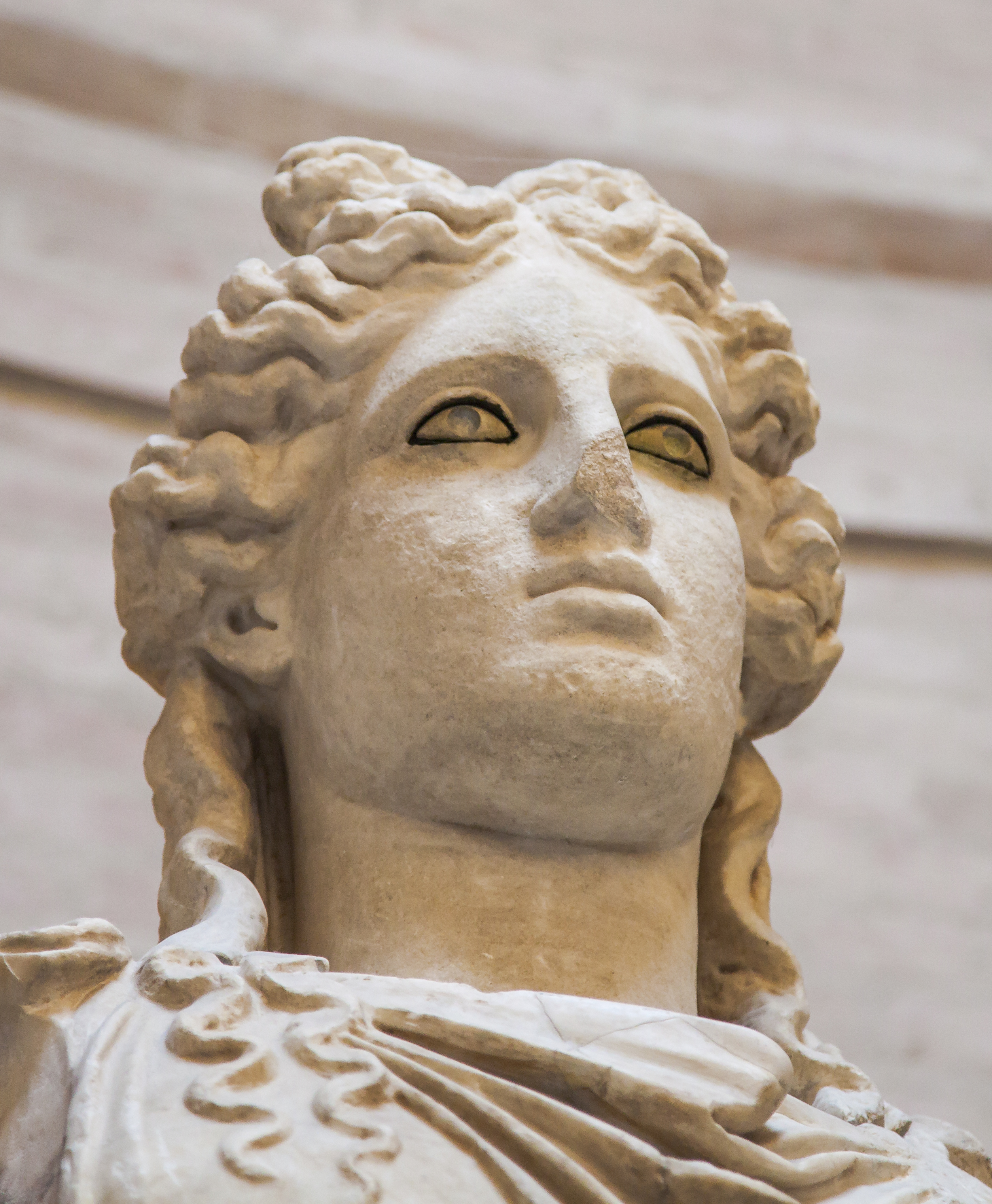
Apollo Barberini, scultura romana del I-II secolo d.C., probabilmente copia di un originale greco, forse di Skopas (Gliptoteca di Monaco di Baviera). Dionisio II si dichiarò figlio di Apollo, come farà poi Alessandro Magno. Vi sarebbe una connessione tra il culto del tiranno e quello platonico per lo stesso dio.

Dalla Lettera VII (327d) apprendiamo che Dionisio il Giovane, su sollecitazione di Dione, si convinse ad invitare Platone ad un secondo viaggio a Siracusa, vent'anni dopo il primo. Incalzato da Dione, che riteneva fosse essenziale intervenire immediatamente sull'educazione filosofica del giovane tiranno, anche per evitare l'intervento di sofisti o di altri filosofi, Platone accettò l'invito, giungendo a Siracusa già nell'autunno del 367 o, più probabilmente, nell'estate del 366. Grande era la fiducia di Dione nelle possibilità di realizzare questo proposito, che egli stesso aveva cominciato a mettere in pratica. Nella Lettera VII sono riportate le parole di Dione:
(Dione in Lettera VII, 328a)
Platone, ormai maturo nelle sue idee, partì dunque con la ferma intenzione di attuare quel tanto sperato cambiamento politico che egli riteneva essenziale affinché si potesse mettere fine ai mali dell'umanità. Lasciò quindi la direzione dell'Accademia a Eudosso di Cnido nell'anno in cui vi faceva ingresso il giovane Aristotele. Secondo alcune fonti, a dirigere l'Accademia fu piuttosto un Socrate, detto il Giovane. Ma la decisione di partire, sempre stando alla Lettera VII, non fu indolore: soprattutto attanagliava il filosofo la paura che i propositi del giovane tiranno non fossero seri e che il suo temperamento incostante gli avrebbe fatto cambiare idea (328b). A farlo risolvere per la partenza sarebbe intervenuto il debito di amicizia verso Dione e il timore di mostrarsi incapace di tradurre in azioni i propri principî (328c).
Oltre a quelle riferite dalla Lettera VII, diverse sono le motivazioni e il contesto offerti dalle fonti antiche. Apuleio riporta che Platone partì su invito di Dionisio, con l'intenzione di studiare la legislazione municipale siracusana. Cornelio Nepote asserisce che Platone tornò in Sicilia in seguito alle pressanti richieste di Dione (Dione, 3, 1). Diogene Laerzio non menziona invece Dione tra i promotori del secondo viaggio. Inoltre, scrive che il tiranno si era impegnato a concedere a Platone della terra per fondare il suo Stato ideale, ma che poi non aveva mantenuto la promessa e anzi aveva finito per sospettare il filosofo di tramare con Dione contro il regime.
(Diogene Laerzio, III, 21)
Tale richiesta non compare nella Lettera VII.
Olimpiodoro conferma che Platone fu invitato da Dione e che il proposito della missione era di costituire un governo aristocratico. È in questo secondo viaggio che Olimpiodoro colloca la riduzione in schiavitù di Platone, denunciato al tiranno dalle guardie del palazzo, venduto ad Egina da Pollide e poi riscattato da Anniceride.

#### La prima accoglienza e l'accusa di complotto
Secondo Plutarco (Dion, 13, 1-4), il tiranno, in un primo momento, assicurò una favorevole accoglienza a Platone e alle sue dottrine, dando mostra di moderare la propria tirannia e suscitando nella popolazione speranze di riforma. In ogni caso, Platone si fece ben presto un quadro fosco della situazione, che in breve precipitò.
(Lettera VII, 329b-c)
Allarmati dal repentino cambiamento che Dionisio II mostrava a contatto con Platone e temendo che la tirannide fosse in procinto di cadere, i detrattori di Dione avevano ottenuto da Dionisio II che Filisto, esiliato nel 386 a.C. da Dionisio I, tornasse a Siracusa. Filisto rappresentava l'antagonista principale della fazione che faceva capo a Dione e temeva che Platone intendesse spingere il tiranno a lasciare a Dione la conduzione dello Stato. Intorno a Platone e a Dione si addensarono dicerie inquietanti. Scrive Plutarco:
(Plutarco, Dion, 14, 2)
La smilitarizzazione era dunque vista dai sostenitori della tirannide come un nuovo tentativo da parte di Atene di conquistare Siracusa: non essendovi riuscita con la spedizione del 415 a.C., adesso ci riprovava con l'eloquenza del suo migliore esponente. Sono sorti parecchi dubbi sulla veridicità della notizia plutarchea, poiché la posizione di Platone non era del tutto pacifista: egli aborriva, sì, la guerra civile, ma riteneva necessario difendersi dai nemici esterni. Era quindi improbabile che premesse affinché il tiranno si privasse totalmente delle sue forze militari. Secondo Lorenzo Braccesi, questo passo di Plutarco non si riferisce ad altro che ad una ingegnosa campagna diffamatoria concertata da Filisto. Nella Lettera III (315e), si parla di una dura campagna denigratoria da parte di Filisto nei confronti di Platone davanti al popolo siracusano e ai mercenari. Filistide (così nel testo) lo avrebbe accusato di essere rimasto sull'acropoli al fianco di Dionisio per influenzarlo.
Filisto giunse ad accusare Dione (non a torto, secondo Braccesi) di aver provato a negoziare una pace separata con i Cartaginesi, come rivelato da una presunta lettera di Dione al nemico (Plutarco, Dion, 14, 5). Un qualche peso sulla caduta in disgrazia di Dione potrebbe avere avuto anche la gelosia, poiché il tiranno desiderava prendere il posto di Dione nelle simpatie di Platone (Lettera VII, 330a). Tuttavia vi sarebbe dell'altro, volontariamente taciuto dalla Lettera VII. Sia come sia, dopo circa tre mesi dall'arrivo di Platone a Siracusa, Dione venne dunque esiliato (Lettera VII, 329c). In tutta probabilità, non si trattò ancora di un vero e proprio esilio (φυγή), come quello che gli sarà comminato nel 360, ma di una μετάστασις (metástasis, 'allontanamento': così 338b). I beni di Dione, infatti, non vennero confiscati, ma in parte caricati su due navi perché lo accompagnassero in Grecia. A Dione venne peraltro assicurata la rendita derivante dai suoi possedimenti in Sicilia. Stando a Diodoro (XVI, 6, 4-5), Dionisio II avrebbe desiderato mettere a morte Dione e questi sarebbe riuscito a scampare a Corinto, insieme al fratello Megacle e all'amico Eraclide, membro della fazione democratica siracusana. Dione avrebbe comunque perso moglie, figlio e buona parte del patrimonio.

#### Platone rimane a corte
Quanto a Platone, la Lettera VII narra che inizialmente rimase a corte, temendo peraltro che su di lui cadesse l'accusa di essere complice della congiura di Dione. Ma Dionisio, timoroso che Platone potesse per disperazione risolversi ad un gesto estremo, lo trattava con apparente benevolenza, pregandolo di restare, anche perché la sua partenza avrebbe danneggiato l'immagine del tiranno, quanto invece la sua permanenza lo avrebbe favorito. Platone venne trasferito sulla "Acropoli" (cioè la cittadella di Siracusa), dove per qualsiasi imbarco occorreva il permesso di Dionisio (Lettera VII, 329c-e). Nel tempo della sua permanenza, il filosofo sembrò acquisire sul tiranno una favorevole influenza, ma in realtà questi appariva più mosso da gelosia nei confronti di Dione e dal desiderio che Platone lo preferisse all'avversario (Lettera VII, 330a-b). Analogo il resoconto di Plutarco, secondo il quale tra i due sarebbe nato un rapporto così profondo che Dionisio diventò follemente geloso dell'Ateniese, desiderando che questi ammirasse solo lui. La Lettera VII (330b) riporta comunque che Dionisio si sottrasse all'insegnamento e alla frequentazione del filosofo, timoroso com'era di perdere la propria autonomia d'azione e sobillato dalle maldicenze.
Solamente il sopraggiungere di una guerra che impegnava direttamente Dionisio offrì a Platone l'occasione di lasciare la Sicilia. Si trattava di un conflitto con i Lucani o (meno probabilmente) di una ripresa delle ostilità con Cartagine. Sempre in quel periodo, Dionisio aveva stretto una qualche forma di alleanza con i Tarantini. Stando alla Lettera VII (338a-b), il tiranno gli promise comunque che in tempo di pace avrebbe mandato a chiamare sia lui sia Dione e lo assicurò del fatto che Dione non doveva considerarsi esiliato, ma solo allontanato.

#### Lametástasisdi Dione
Allontanato da Siracusa, ma potendo ancora disporre di tutto o di parte del suo patrimonio, Dione venne accolto ad Atene nell'Accademia di Platone. Divenne intimo amico di Speusippo e di Callippo, l'Accademico che in seguito Platone avrebbe rinnegato. Godendo di ottima fama presso le città greche, Dione fu ben accolto, oltre che da Atene, anche da Corinto e soprattutto da Sparta, che gli concesse la cittadinanza (Plutarco, Dion, 17, 8).
La scelta degli Spartani appare particolarmente controversa, se si tiene in conto il rapporto di amicizia che essi avevano con Dionisio II e l'aiuto che questi aveva offerto loro in occasione della presa di Sellasia (forse nel 365). In un frangente particolarmente delicato nella lotta contro Tebe (la sconfitta a Leuttra è del 371), Sparta rischiava di perdere un importante alleato, senza ottenere alcun apparente vantaggio dalla concessione della cittadinanza a Dione. Altrettanto controverso è l'atteggiamento di Corinto. Cornelio Nepote, infatti, riporta (Timoleonte, 2, 2) che la città era stata aiutata in più occasioni dai due Dionigi. È possibile che in Grecia la discordia tra Dione e Dionisio II non fosse adeguatamente percepita.
Sia come sia, è probabile che l'intraprendenza di Dione in Grecia tra il 366 e il 360 destasse preoccupazione in Dionisio II. Plutarco (Dion, 18, 1) riporta che questi smise di inviare a Dione le sue rendite molto presto (mentre la Lettera VII, 345c-d, suggerisce una datazione bassa per questo evento). In ogni caso, la situazione stava per precipitare e proprio Platone, durante il suo terzo e ultimo viaggio in Sicilia, assisterà impotente alla rottura definitiva dell'equilibrio, anche se il fatto stesso che Dionisio II invitasse ancora Platone a Siracusa suggerirebbe che ci fossero ancora margini per una riconciliazione.

### Terzo viaggio (361-360 a.C.)

#### Dionisio II cerca di persuadere Platone a tornare

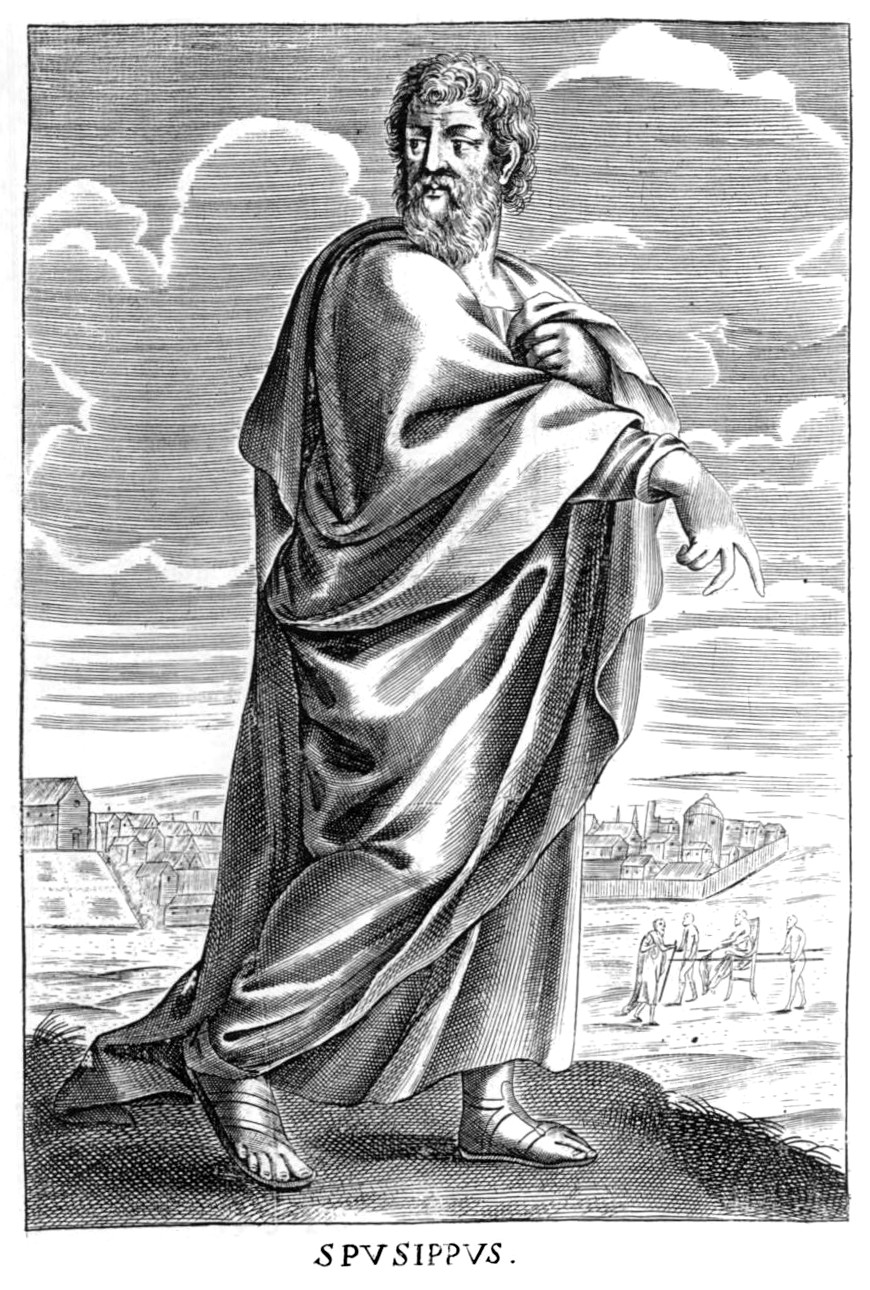
Speusippo (393-339 a.C. circa), nipote di Platone e futuro reggitore dell'Accademia. Un controverso passo della Lettera II (314c) sembra indicare che fosse con Platone a Siracusa nel 366. Platone avrebbe affidato a quel tempo la direzione dell'Accademia ad Eudosso di Cnido, indizio che rinvierebbe all'assenza di Speusippo da Atene. Mentre le fonti antiche tacciono sulla presenza di Accademici durante il secondo viaggio di Platone in Sicilia, alcune di esse indicano che per il terzo viaggio Platone non andò solo, ma accompagnato da Speusippo e altri discepoli (tra cui, probabilmente, Senocrate). A quanto sembra, Speusippo e gli altri Accademici sondarono a Siracusa il sentimento popolare in vista di un sovvertimento della tirannide (fatti su cui la Lettera VII tace), compromettendo i tentativi di mediazione di Platone. Una dubbia tradizione riferisce di un forte contrasto tra Speusippo e Dionisio II, una polemica che sarebbe passata anche attraverso uno scambio di lettere.

Dalle lettere platoniche apprendiamo che, negli anni che intercorsero tra il secondo e il terzo viaggio, Dionisio II riuscì a mantenere in maniera costante i contatti con il filosofo. Secondo il racconto della Lettera VII, il tiranno, quando poté conquistare per Siracusa una condizione di pace, richiamò Platone presso la sua corte, così come era stato stabilito alla fine del secondo viaggio. Chiese, però, che Dione aspettasse ancora un anno per rientrare e, a queste condizioni, il filosofo rifiutò. Dione, dal canto suo, cercava di convincere Platone ad andare lo stesso a Siracusa, in quanto voci dalla Sicilia dicevano che il tiranno mostrava di nuovo interesse per la filosofia (338b). Platone, però, adduceva la propria anzianità e gli scarsi risultati finora ottenuti come ragioni per non partire, rendendosi in tal modo inviso tanto a Dionisio quanto a Dione. Dionisio, per convincerlo a tornare, si sarebbe a quel punto rivolto ad Archita di Taranto (338c), con la cui polis aveva stretto di recente ottimi rapporti. Discepoli di Dione a Siracusa avevano peraltro parlato con il tiranno, stimolando in lui il desiderio di approfondire le questioni filosofiche superficialmente apprese da Platone (338d-e). Analogo è il resoconto contenuto nella Lettera III (317a-b) e in Plutarco (Dion, 18).
Dionisio giunse a mandare una trireme fino ad Atene per rendere più agevole il viaggio del filosofo e un Archedemo della cerchia di Archita (339a). Oltre a ciò, sempre secondo quanto riporta la Lettera VII (339b-c), avrebbe inviato una lettera a Platone, dicendogli:
(Lettera VII, 339c)

#### Platone si risolve a partire
Platone infine cedette. La Suda riporta che la direzione dell'Accademia fu lasciata a Eraclide Pontico e il filosofo nel 361/360 tornò una terza volta nel mar di Sicilia, affrontando la «mortal Cariddi». Platone stavolta portò con sé un nutrito gruppo di discepoli, tra cui si annovera Speusippo (e forse Senocrate). Come nel caso del secondo viaggio, quando a reggere l'Accademia fu lasciato Eudosso, anche in questo caso la scelta di Eraclide si spiegherebbe bene tenendo in conto che Speusippo non si trovava ad Atene, ma a Siracusa con Platone.
Dal punto di vista politico, questo terzo viaggio sembra avere minor rilievo rispetto al secondo: il suo significato, e così lo caratterizzano le fonti antiche, sembra essere soprattutto quello di soccorrere Dione e favorire una mediazione tra il discepolo e Dionisio II.

#### Lapaideiadel tiranno e le trame degli Accademici
Come già nel 366, l'accoglienza di Dionisio II fu molto cordiale e al filosofo fu permesso di avvicinarsi a lui senza essere perquisito. Mentre l'interesse di Platone era sempre concentrato sulla paideia del tiranno, intesa come presupposto per una riforma della convivenza civile a Siracusa, tra le vie della città, come informa Plutarco (Dion, 22, 1-4), Speusippo e gli altri Accademici sondavano il terreno per un'imminente spedizione militare di Dione contro il tiranno. Il piano dei discepoli di Platone prevedeva l'uso della forza e della violenza, ciò che andava contro i principi morali del loro maestro; è possibile pensare che Platone fosse all'oscuro dei progetti del nipote, principale sostenitore di un intervento bellico contro il tiranno. Sarebbe difficile comprendere, altrimenti, perché continuasse ad operare in vista di una mediazione pacifica tra Dione e Dionisio II.
Data la diffidenza con cui Platone, ancor prima di partire, giudicava il rinnovato entusiasmo del tiranno per la filosofia, decise di metterlo alla prova fin da subito (Lettera VII, 340b-e), ma l'atteggiamento in fondo indisponibile del tiranno fece sì che vi fosse un solo incontro tra i due incentrato sulla filosofia (Lettera VII, 345a): fu sconfortante per il filosofo comprendere che il tiranno non aveva intenzione di approfondire i suoi insegnamenti, poiché egli non era «acceso dall'ardore filosofico come da un fuoco» (Lettera VII, 341c-d: οἷον ἀπὸ πυρὸς πηδήσαντος ἐξαφθὲν φῶς), ma desiderava solamente credersi superiore agli altri, appropriandosi di parole non sue. La Lettera VII (341b) racconta, anzi, che Dionisio II avrebbe persino pubblicato poi un libro Sulla natura (περὶ φύσεως), servendosi di parole udite dal filosofo ateniese durante uno dei loro incontri. Scrive Massimo Cacciari: "L'accusa a Dionisio (e ad altri, parrebbe: 341 c 1) è di aver comunicato per scritto un máthema, ascoltato da Platone, intorno al quale «non vi è né vi sarà mai un mio sýngramma» (341 c 1)". È in questa parte della Lettera VII che si apre una celebre "digressione filosofica" (341a-345c), in cui il filosofo parla del rapporto tra filosofia e scrittura.
Oltre a cercare di istruire il tiranno, Platone continuò a perorare la causa della composizione dei dissidi con Dione, ma invano. La Lettera VII fa riferimento all'opera di calunniatori, che gli avrebbero alienato ulteriormente le simpatie del tiranno (333d), ma anche ai tentativi del tiranno di spingere Platone dalla propria parte.
(Lettera VII, 333d)
Stando a Plutarco (19, 3-4), Dionisio II e Platone erano essi stessi sempre più in conflitto, anche se il primo cercava sempre di dissimulare e di evitare che i cortigiani se ne avvedessero. Tutti però si rendevano conto che la discordia tra i due stava per prendere il sopravvento.

#### I beni di Dione

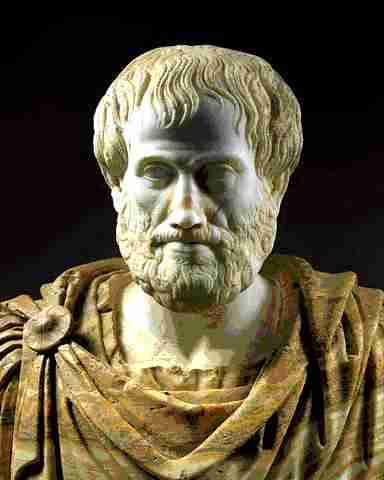
Aristotele (busto Colosseo, Roma). L'allievo di Platone nelle sue opere è testimone indiretto degli eventi. Egli nella Politica afferma che Dione attaccò Dionisio II spinto dall'odio.

Le vicende legate alle rendite di Dione sono narrate dalla Lettera VII (345c-347e). La discussione tra Platone e Dionisio II sulle rendite di Dione era continuamente rinviata. Il tiranno avanzava nuove proposte, ma solo allo scopo di ritardare la partenza del filosofo: Dione doveva impegnarsi a non cospirare più contro il nipote e le sue rendite gli sarebbero arrivate solo attraverso la mediazione di Platone e degli Accademici; Platone sarebbe dovuto rimanere un anno a Siracusa, fino alla primavera del 360, quando sarebbe potuto tornare ad Atene con i beni del discepolo. Platone assentì, ma chiese di informare preventivamente Dione. Quando la stagione dei viaggi finì e Platone non poteva più imbarcarsi, Dionisio II gli fece sapere che metà delle rendite spettava a Ipparino, il figlio di Dione (Ipparino, in quanto figlio di Arete, sorella del tiranno, era anche nipote di Dionisio II e quindi sotto la sua tutela). Il tiranno disse al filosofo che avrebbe venduto i beni e avrebbe consegnato metà del ricavato a Platone, perché questi lo girasse a Dione. Platone insisteva perché Dione venisse messo al corrente di queste manovre. A questo punto, il tiranno vendette l'intero patrimonio e rifiutò di discuterne con Platone, il quale finì per rinunciare del tutto ad un confronto. Agli occhi dei Sicelioti, prosegue la Lettera VII (348a), il rapporto tra Platone e Dionisio II era ancora amichevole.
L'autore della Lettera VII evidenzia la slealtà del tiranno, ma non può non ammettere che il rischio di una congiura da parte di Dione esisteva. Inoltre, la lettera tace sui movimenti di Speusippo e gli altri accademici a Siracusa. È possibile vedere nella mossa del tiranno una ragionevole constatazione dell'impossibilità di una mediazione con lo zio: il tiranno avrebbe deciso di rompere con Platone solo quando si rese conto che nemmeno il maestro era in grado di controllare i suoi discepoli. Privare Dione del patrimonio significava impedirgli di tramare contro di lui. Per Dione si trattò di una vera e propria messa al bando (φυγή). La stessa moglie, Arete, fu assegnata al terzo marito, Timocrate, comandante della cittadella di Ortigia. Secondo Plutarco (Dion, 21, 2-3 e 22, 1), fu anzi questo il motivo che risolse Dione ad una aggressione militare. Nel racconto di Nepote furono invece le intenzioni bellicose di Dione a spingere Dionisio II a colpire gli affetti dello zio.

#### Platone e la rivolta dei mercenari
La Lettera VII dà testimonianza di una sommossa di mercenari contro Dionisio II (348a-b).
(Lettera VII, 348a-b)
Placata l'ira dei soldati, si cercarono i fomentatori e fu accusato Eraclide (348b). Capitò allora che Platone, mentre passeggiava nel giardino di Dionisio, assistette per caso a una conversazione tra il tiranno e Teodota, lo zio di Eraclide, venendo coinvolto nelle preghiere di quest'ultimo affinché il Siracusano risparmiasse la vita di suo nipote, concedendogli di trasferirsi nel Peloponneso. Dionisio avrebbe acconsentito (348c-e). La sera seguente, tuttavia, Teodota andò a cercare Platone, dicendogli che Dionisio non aveva rispettato il patto e che i suoi peltasti stavano dando la caccia a Eraclide che si aggirava lì intorno (348e). Così, insieme si recarono da Dionisio. Introdotto con Teodota alla sua presenza, Platone prese la parola difendendo l'accordo stipulato in giardino. Teodota si gettò piangente ai piedi di Dionisio, allorché il filosofo parlò nuovamente, provocando lo sdegno del tiranno:
(Lettera VII, 349b-c)
Quella fu, stando al racconto della Lettera VII, la rottura definitiva tra Dionisio II e Platone. Con il pretesto di un sacrificio che sarebbe stato officiato per dieci giorni nei giardini dove Platone alloggiava, Dionisio trasferì il filosofo fuori dalla cittadella, in casa di Archedemo. Qui Platone ebbe un altro incontro con Teodota (349d). Di ciò Dionisio venne a sapere, andando per questo su tutte le furie (Teodota in passato era stato sodale di Dione). Fece riferire al filosofo che aveva fatto male a preferire la compagnia di Dione e dei suoi amici alla sua. Dopodiché non lo ricevette più a palazzo (349d-e).
Eraclide riuscì a rifugiarsi εἰς τὴν Καρχηδονίων ἐπικράτειαν (349c), cioè nell'epicrazia cartaginese. In base a questo dato, è possibile arguire che i sospetti di Dionisio II su Eraclide non fossero del tutto privi di fondamento.

#### Conclusione del terzo viaggio
Secondo la Lettera VII (349c-350a), a casa di Archedemo, Platone viveva ormai a rischio della propria vita: i peltasti lo minacciavano di morte (così gli riferivano dei servi ateniesi), poiché colpevole, a loro avviso, di volere indurre Dionisio II a congedarli (così Plutarco, Dion, 19, 5). Il filosofo scrisse una lettera ad Archita e ai suoi amici di Taranto, informandoli delle pericolose condizioni in cui si trovava. Costoro inviarono in suo soccorso Lamisco, il quale pregò Dionisio di lasciare partire Platone. Il tiranno acconsentì e Platone fu libero di fare ritorno ad Atene (350a-b). Il filosofo lasciò definitivamente la Sicilia nel 360 a.C.: anche il suo terzo viaggio si concludeva con un fallimento.
Durante il viaggio di ritorno verso casa, Platone si fermò a Olimpia, dove incontrò Dione e lo informò di tutto quanto era avvenuto. Dione era ormai deciso a intraprendere un'azione militare contro il nipote e lo esortò a unirsi a lui. Platone rifiutò nettamente, dicendogli che Dionisio II lo aveva in qualche modo rispettato, impedendo che gli venisse fatto del male quando fu calunniato. Inoltre, Platone disse di non avere più l'età per combattere.
(Lettera VII, 350d)

## Guerra civile a Siracusa
(Alfieri, p. 70)

### La spedizione dei dionei
Quando Dione fu messo al bando, si risolse a mettere in piedi una spedizione militare per spodestare Dionisio II. Assieme a lui erano il fratello Megacle ed Eraclide. Non furono tanti gli esiliati siracusani che si unirono a Dione (trenta secondo Diodoro, venticinque secondo Plutarco), ma alla spedizione parteciparono diversi Accademici, tra cui Timonide di Leucade e Callippo. Dione si mise dunque alla guida di un esercito di modesta entità, composto per lo più da mercenari. Ingaggiare costoro, organizzare la milizia e coordinare gli esiliati prese tempo, per cui Dione salpò dall'isola di Zacinto alla volta della Sicilia solo nell'agosto del 357. Eraclide rimase in Grecia, a raccogliere altre truppe e triremi.
Dione non scelse la rotta consueta: invece di passare dal Canale d'Otranto e costeggiare Iapigia e Calabria, optò per il mare aperto, evitando zone controllate da Dionisio II e da Filisto, i quali erano in quel momento in Italia e non riuscirono ad intercettare la flotta dell'avversario (Dionisio, in particolare, era a Caulonia, ritenendo che Siracusa fosse fuori dalla portata dell'attacco, mentre Filisto controllava il basso Adriatico). Dione si diresse, dunque, verso Minoa, alla foce del fiume Alico, che ai tempi era dipendenza dei Cartaginesi. Con l'appoggio di Minoa e l'interessata indifferenza cartaginese, su cui, scrive Finley, sapeva di poter contare, Dione prese a marciare verso Siracusa, raccogliendo nel tragitto aiuti da diversi centri, non solo greci, ma anche siculi e sicani, speranzosi di liberarsi dal giogo siracusano (stando a Plutarco, Dion, 26, 2, si unirono a Dione duecento cavalieri da Akragas e truppe da Gela). L'esercito di Dione entrò incontrastato a Siracusa e si installò nel quartiere di Acradina. Dione fu accolto da liberatore e insieme a Megacle fu eletto strategós autokrátor. I rivoltosi controllavano, a quel punto, tutta la città, tranne la cittadella di Ortigia, dove peraltro era tenuta prigioniera Arete, insieme al figlio. Dionisio II, nel frattempo, era riuscito a rientrare in Ortigia (secondo Plutarco, Dion, 29, 4, al settimo giorno dall'ingresso di Dione in città): in attesa dell'arrivo di Filisto, cominciò a intavolare trattative con lo zio (Plutarco, Dion, 30, 1-3), ma senza esito. Filisto rientrò con la flotta dall'Italia e, dopo alcuni successi, fu respinto. Eraclide giunse allora dalla Grecia con dei rinforzi e sconfisse Filisto sul mare.
Sulla fine di Filisto, Plutarco stesso (Dion, 35, 3-5) riporta diverse tradizioni: quella di Eforo, secondo cui Filisto si uccise, e quella di Timonide, secondo cui Filisto fu catturato vivo, dileggiato, decapitato e il suo corpo trascinato per Acradina e poi abbandonato senza sepoltura. Su quest'ultima tradizione, continua Plutarco, si iscrive anche Timeo.

### Conflitto tra Dione ed Eraclide
Le trattative tra Dionisio II e Dione si infittirono, tanto da guadagnare al secondo il sospetto di voler aspirare alla tirannide. Sia come sia, è assai probabile che Dione, in considerazione del legame di parentela, intese cercare una via d'uscita dignitosa al nipote, pur rimanendo fermo nell'esigenza di rovesciare la tirannide: l'ipotesi è tanto più attendibile in quanto è riportata da una fonte filodionea quale è Plutarco (Dion, 30, 2). Nel frattempo, il rapporto tra Dione ed Eraclide, nominato navarca dalla polis, si guastò e quando il tiranno riuscì a fuggire via mare verso Locri, lasciando il figlio Apollocrate a presidiare Ortigia, Dione accusò Eraclide. Plutarco (Dion, 37, 5-6) riferisce che Eraclide indusse un tale Ippone, demagogo, a promuovere una redistribuzione della terra (ἐπὶ γῆς ἀναδασμὸν), lo scioglimento dell'esercito mercenario di Dione e l'elezione di nuovi strateghi. Nell'estate del 356, venticinque nuovi strateghi vennero eletti (un corpo vasto, in decisa antitesi ai pieni poteri posti in capo a Dione) e tra questi Eraclide. Il piano di redistribuzione, che sarà poi riproposto anni dopo da Timoleone, prevedeva la concessione della cittadinanza ai mercenari, in cambio della fine dell'ingaggio e della mancata paga. Eraclide cercò di distogliere la fedeltà dei mercenari da Dione, ma il proposito non andò in porto. Dione e i suoi mercenari dovettero rifugiarsi a Leontinoi, dopo uno scontro con le milizie siracusane. I fatti sono riportati diversamente da Diodoro (XVI, 17, 4-5) e da Plutarco (Dion, 38, 4 e 39, 1-3): per il secondo, la responsabilità dello scontro andava attribuito ai Siracusani, sensibili alle lusinghe dei demagoghi, e la gravità dello scontro è minimizzato; per il primo, i Siracusani intendevano riappropriarsi del μισθός (la paga dei mercenari) che ritenevano illegittimo e nello scontro, brillantemente vinto da Dione, le perdite siracusane furono ingenti. Il sopraggiungere di un esercito mercenario raccolto da Dionisio II, con a capo il campano Nipsio, convinse però i Siracusani a richiamare Dione, il quale scacciò Nipsio, ricevendo per questo onori riservati agli eroi. Dione fu eletto strategós autokrátor per terra e per mare, stavolta senza ambigue condivisioni di potere, su sollecitazione di Eraclide, che rinunciava al comando della flotta. Dione, però, per tranquillizzare lo strato popolare, che vedeva in Eraclide una figura di garanzia, decise di confermarlo nel ruolo di navarca, ma tornò ad opporsi al progetto di redistribuzione della terra. Eraclide, giunto a Messina, prese nuovamente a sollevare la truppa contro Dione.
L'opposizione di Dione al piano di redistribuzione propugnato da Eraclide e Ippone rispondeva alla sua formazione filosofica e politica. Contrastando ogni deriva populistica, Dione rimaneva fedele alla lezione platonica, anch'essa avversa a riequilibri in chiave democratica. Dello stesso tenore, del resto, saranno gli interventi degli Accademici del IV secolo nella vita delle poleis dell'epoca.
Nel pieno della guerra civile, Sparta decise di intervenire, inviando Farace e poi Gesila (o Gesilo) a mediare tra le parti (in effetti, non è chiaro se costoro operassero a titolo personale o ufficialmente). La mediazione fu però respinta da Dione, tornato ad essere stratega unico. Questi, con una mossa singolare, dispose lo smantellamento della flotta, dando di fatto libero corso agli aiuti che gli assediati in Ortigia necessitavano disperatamente. Proprio a questo punto (355/354 a.C.), gli assediati si arresero. La serie degli eventi suggerisce che fosse sorto un accordo segreto fra Dione e Apollocrate: il primo riottenne Arete, mentre il secondo fu libero di ritirarsi in Italia. La fuga di Apollocrate rappresentò la fine dell'egemonia di Dionisio II su Siracusa.

### Morte di Dione
Dione era a quel punto (354 a.C.) padrone della scena. Per quanto decidesse di aprire ad un consiglio che lo coadiuvasse, di fatto si orientava sempre più verso una forma dispotica di governo. Stando a Plutarco (Dion, 53, 1), Eraclide continuava ad accusarlo in tal senso, in particolare alla luce del mancato abbattimento delle fortificazioni della cittadella. E tra le prime iniziative di Dione ormai tiranno a Siracusa vi fu l'uccisione di Eraclide (anche su questo la Lettera VII sorvola). In effetti, non è chiaro se l'assassinio di Eraclide sia stato promosso, favorito o solo tollerato da Dione. In ogni caso, egli si era inimicato il popolo anche in altri modi: rifiutandogli di profanare le spoglie di Dionisio il Vecchio e accogliendo consiglieri da Corinto. Scrive Plutarco:
(Plutarco, Dion, 53, 2)

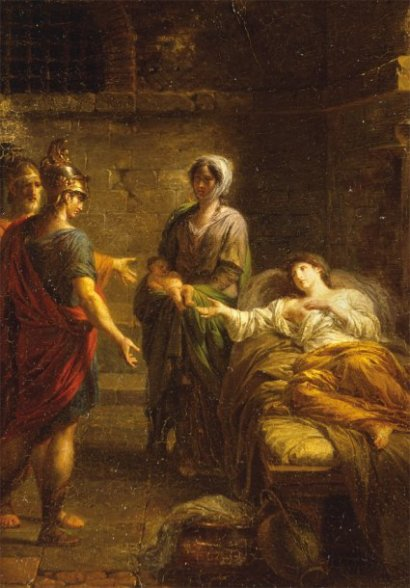
Arete, prigioniera dell'ateniese Callippo, partorisce il suo ultimo figlio. L'autore della Lettera VIII auspica un compromesso tra le parti in lotta, suggerendo la formazione di una monarchia condivisa da Dionisio il Giovane, Ipparino (altro figlio di Dionisio il Vecchio) e Ipparino Areteo (figlio di Arete e di Dione).

Dione, quindi, avrebbe voluto riprendere da Platone l'idea di una costituzione mista, ma non ne ebbe il tempo, sia perché il progetto era utopico, sia perché il suo compagno Callippo lo uccise.
La notizia della morte di Dione giunse a Platone, che da Atene osservava lo svolgersi degli eventi. In tale occasione, avrebbe scritto, stando a Diogene Laerzio, un epigramma per il suo discepolo:
(Platone in Diogene Laerzio, III, 30)

### Morte di Platone e avvento di Timoleone
Callippo tenne il potere a Siracusa per tredici mesi: fece arrestare Aristomache e Arete (madre e figlia più tardi furono rilasciate e inviate in Grecia, ma annegarono nel tragitto). L'instabilità socio-politica permase per lungo tempo a Siracusa. È questo il periodo a cui risalirebbe la stesura delle lettere VII e VIII. Se si accetta l'autenticità della Lettera VIII (scritta certamente dopo il luglio del 353 a.C., cioè dopo la presa del potere da parte di Callippo), si può supporre che i Dionei, riunitisi intorno alla figura di Ipparino (figlio di Dionisio il Vecchio e di Aristomache), avessero scritto a Platone, chiedendo consiglio su come agire. Nella risposta (Lettera VIII, 355e-356b), la costituzione data da Licurgo a Sparta è indicata a modello e su questa scorta si suggerisce di eleggere tre re, indicati nelle figure di Ipparino (figlio di Aristomache), Ipparino Areteo (figlio di Dione e Arete) e lo stesso Dionisio II, il quale in quel momento si trovava ancora in Italia. Le proposte contenute nella Lettera VIII sono diverse e più articolate rispetto a quanto delineato dalla Lettera VII e riflettono in qualche modo il modello sviluppato nelle Leggi.
Callippo fu poi scacciato da Siracusa da Ipparino e ripiegò su Katane (sarà poi egli stesso vittima di una congiura). A Leontinoi si impose un dioneo, Iceta. Ipparino rimase al potere per circa due anni. Fu poi il turno di Niseo, che rimase al potere fino al 347/346 a.C.
Platone morì nel 347 a.C.: non vide quindi tornare la pace a Siracusa. Lo stesso anno o poco dopo, Dionisio II giunse da Locri in armi, tornando a impossessarsi della polis. Gli aristocratici siracusani si rivolsero a Iceta per liberarsi di Dionisio II. È a quel punto che Siracusa decise di cercare aiuto dalla metropoli, Corinto, perché inviasse un pacificatore (anche in vista di una possibile invasione cartaginese). Corinto mandò un generale di famiglia nobile, Timoleone.
Scrivendo a proposito della querelle sulla veridicità dei viaggi di Platone in Sicilia, osserva Moses Finley:
(Finley, p. 110)
Nel 343 a.C., Dionisio II si ritrovò assediato dalle forze provenienti da Cartagine e dalle truppe di Timoleone (vedi Assedio di Siracusa). Dionisio II fu definitivamente detronizzato ed esiliato a Corinto. Il potere venne stabilizzato da Timoleone, che pose fine alla tirannide dionisiana, riformando le leggi, inizialmente in senso democratico, come attestato da Plutarco (Timoleone, 22, 2) e Diodoro Siculo (XVI, 70, 5) e, successivamente, in chiave oligarchica. In ogni caso, su queste riforme che Timoleone avrebbe adottato non appena conquistata Siracusa le fonti non sono affatto chiare e c'è anzi chi pensa che in quella fase di turbolenza egli abbia preferito mantenere lo status quo normativo, che lo inquadra forse strategòs autokrátor, pur non essendo nemmeno cittadino siracusano.

### L'Accademia «fucina di tiranni»?

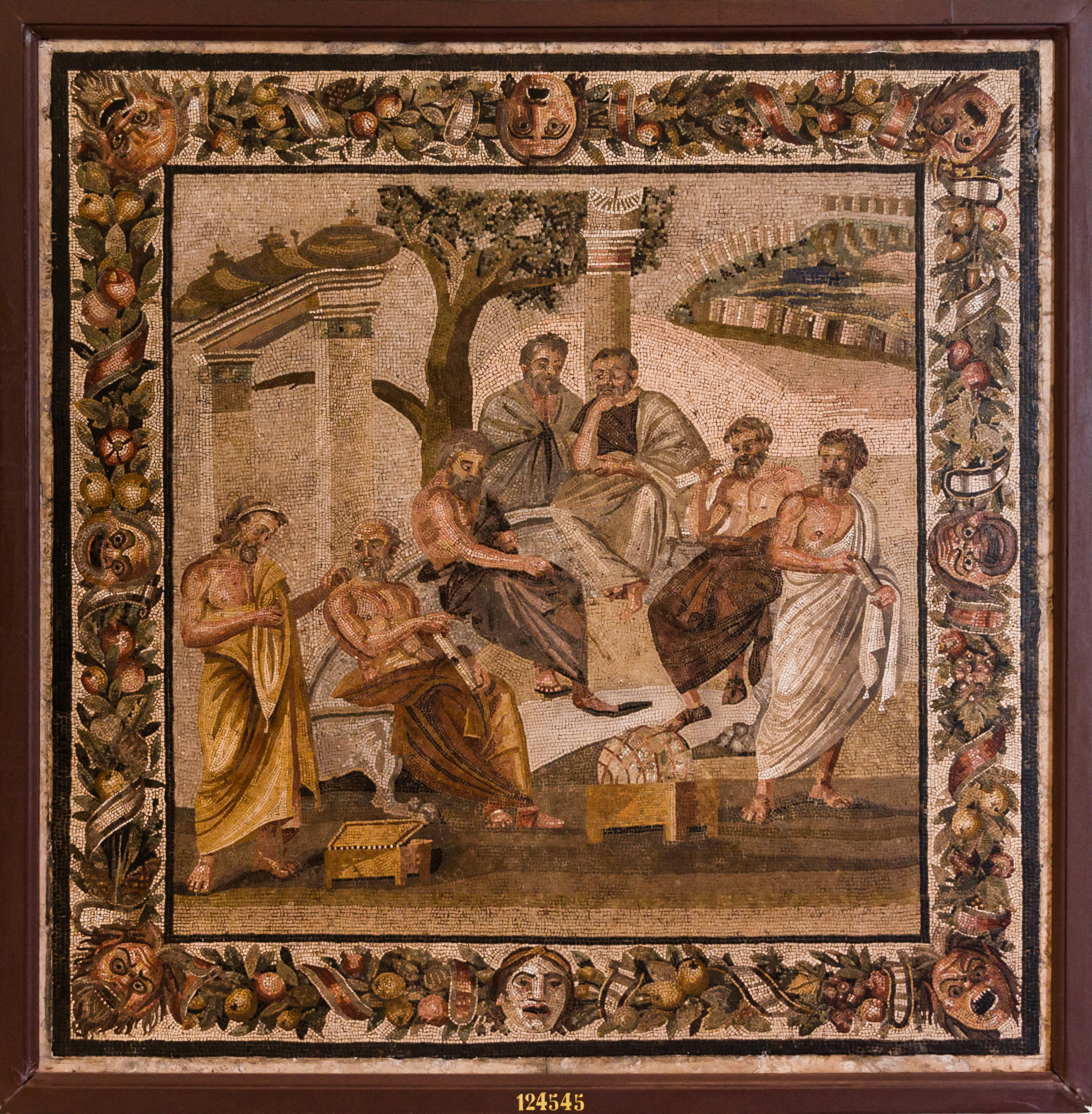
L'Accademia di Platone raffigurata in un mosaico di Pompei

L'Accademia ebbe un ruolo importante nella spedizione militare di Dione contro Dionisio II, nella propaganda come nella concreta partecipazione. L'appoggio alla presa del potere da parte di Callippo, a sua volta ucciso dal pitagorico Leptine, rimane un punto controverso dell'azione accademica. Se il caso di Siracusa fu certamente il primo e più eclatante, l'intervento degli Accademici nella politica delle poleis si ripropose in più occasioni: Popper, quando conta nove discepoli e filoaccademici che usurparono i troni di differenti città, definendo l'Accademia platonica come un'allevatrice di tiranni («The Academy was notorious for breeding tyrants») si rifà ad Ateneo di Naucrati (la cui fonte a sua volta sembra essere Democare), il quale presenta l'Accademia di Platone come una «fucina di tiranni». Tale definizione rimane tuttavia controversa.
Ateneo descrive il caso di Cherone di Pellene, discepolo di Platone e Senocrate, che agì in maniera deplorevole nel tentativo di attuare lo Stato ideale descritto nella Repubblica e nelle Leggi.
Timoleone stesso è stato definito un filoaccademico o comunque legato al pensiero platonico. Il Corinzio attuò, in effetti, le riforme auspicate nella Lettera VII: cacciò dalla Sicilia i mercenari e intraprese la guerra contro Cartagine; in sostanza si prodigò in difesa della grecità contro i Barbari. È stata proposta anche una visione inversa: sarebbe stata l'Accademia a prendere spunto dalle riforme di Timoleone, redigendo la Lettera VII tempo dopo che questi eventi accaddero e attribuendola a Platone. Nonostante ciò, non è possibile stabilire se gli Accademici e i filoaccademici agissero con alle spalle un grande disegno politico, magari delineato da Platone stesso, o se si trattasse di singole iniziative e di casi sporadici.

## Lo Stato ideale e la riforma di Siracusa

### Platone tra impegno e disimpegno politico nel passaggio dal V al IV secolo a.C.

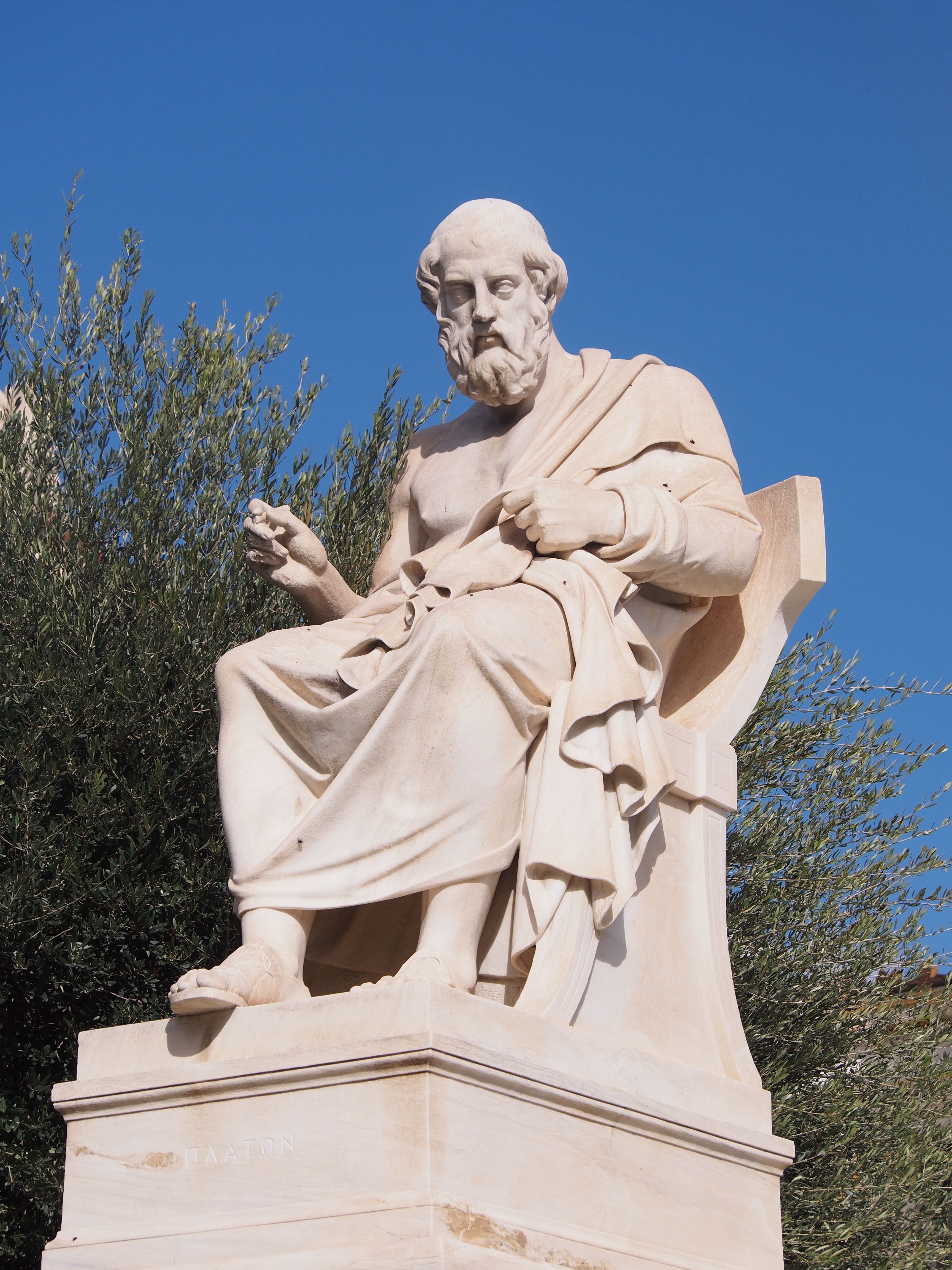
Statua di Platone (Leonidas Drosis), odierna Accademia di Atene

Per quanto la politica sia stata indubbiamente oggetto di interesse di Platone, mancano nei dialoghi platonici nitidi riferimenti alle vicende politiche del suo tempo o indicazioni che il filosofo abbia cercato di mettere in pratica le proprie idee. Mentre il libro VI della Repubblica sembra indicare una tendenza al disimpegno in relazione ai problemi dell'Atene del suo tempo, il testo delle Leggi, l'ultimo dialogo platonico, sembra invece rinviare ad un desiderio di servire la città natale. John Burnet giunge a scrivere che Platone già prima di compiere trent'anni aveva abbandonato ogni interesse alla vita politica attiva. È da presumere che Platone scrivesse in relazione ai problemi del suo tempo, ma i dialoghi (ad eccezione delle Leggi e del Politico) sembrano invece fare riferimento a scenari e a figure della generazione precedente, quella dell'età di Pericle: Protagora, Trasimaco, Callicle, Pericle stesso, Temistocle ecc. È possibile supporre che Platone intendesse trattare i problemi del suo tempo in termini indiretti, discutendo dei problemi del secolo precedente, anche perché, come ha osservato Guy Cromwell Field, egli forse non percepiva tra l'età di Pericle e il suo tempo la cesura che gli storici moderni sono abituati a individuare: Platone e i suoi contemporanei percepivano forse questa cesura piuttosto tra le Guerre persiane (prima metà del V secolo a.C.) e la Guerra del Peloponneso (431 a.C.-404 a.C.). Certi temi affrontati dai dialoghi politici appaiono peraltro più facilmente riferibili al IV secolo a.C. che non al V, come, ad esempio, la sfiducia verso il potere dei retori nel Gorgia, la condanna dell'atletismo, dell'agonismo e della litigiosità tra le poleis, nonché il richiamo alla necessità di una classe combattente, nella Repubblica. A complicare il panorama, c'è l'incertezza degli studiosi in relazione alla "questione socratica": non è infatti chiaro se Platone, nei suoi dialoghi politici, abbia inteso riportare fedelmente le idee di Socrate e le valutazioni di quest'ultimo in rapporto al suo tempo (il V secolo a.C.) o se abbia invece dato voce, attraverso Socrate, alle proprie idee e in relazione al IV secolo.
Le controverse lettere platoniche mostrano un Platone fortemente impegnato nella politica attiva: di esse, otto sono relative all'esperienza siracusana, ma anche le restanti, fatta eccezione per la XII, gettano qualche luce sul pensiero politico di Platone o, quanto meno, su come tale pensiero venisse ritratto da un imitatore forse a lui prossimo. In particolare, i dettagli biografici contenuti all'inizio della Lettera VII (324b-325e) fanno pensare che le opinioni espresse nella Repubblica siano platoniche piuttosto che socratiche. In questo senso, sembra naturale pensare che oggetto della mordace satira contenuta nel dialogo sia il demos ateniese dei tempi di Platone: la "grande e forte bestia" (θρέμματος μεγάλου καὶ ἰσχυροῦ) del VI libro (Repubblica, 493a) potrebbe essere un riferimento all'Atene degli inizi del IV secolo piuttosto che a quella del V. La figura del tiranno alla fine dell'VIII e nel IX libro, come è stato detto da diversi autori, è ricalcata su Dionisio il Vecchio. La costituzione timocratica descritta è, come Platone dice espressamente, ben esemplificata da Sparta e Creta.

### Il IV secolo: dalla crisi dellapolisall'affermazione dello Stato territoriale e dell'uomo forte
Il IV secolo a.C., anche nella coscienza dei contemporanei, fu un secolo di crisi per il mondo greco. La Guerra del Peloponneso aveva lasciato profonde cicatrici nel tessuto della società ellenica. Trent'anni di guerra avevano distolto le energie sociali dall'attività economica, mentre il territorio agricolo era stato significativamente danneggiato. Un'intera generazione era stata addestrata alla guerra ed era cresciuta senza altre competenze. Molti di questi giovani, a guerra finita, erano diventati soldati professionisti: si era insomma formata una sorta di classe di mercenari. Le poleis si erano vicendevolmente ridotte all'impotenza e non erano più in grado di contenere i Persiani. Ad ovest, Cartagine e le tribù italiche furono ad un passo dall'annientare la civiltà ellenica in Italia e in Sicilia. Assai intenso era poi in Grecia il conflitto tra la fazione oligarchica e quella democratica. Nelle Leggi, Platone sembra riferirsi al proprio tempo quando fa dire all'Ateniese: "Gli Stati di oggi non sono per nulla politeiai; sono solo aggregazioni di persone che abitano nelle città e che sono soggetti e servi di una parte del loro stesso gruppo" (IV, 712e). Per Platone, la lotta tra fazioni (stasis) non era che la manifestazione di una degenerazione morale, che aveva spezzato i legami costitutivi delle poleis, cioè il rispetto (αιδώϛ) e il senso della giustizia (δίκη), che nel mito della creazione dello Stato illustrato nel Protagora (322c) vengono portati da Ermes sulla Terra, su iniziativa di Zeus, timoroso che lo stato di natura conducesse alla fine del genere umano.
Il IV secolo fu anche il secolo degli uomini forti, di cui i maggiori esempi sono Evagora, un soldato di fortuna che riuscì a farsi re di Cipro, e Dionisio il Vecchio, che unificò i Greci d'Italia e Sicilia, e riuscì ad impedire l'invasione cartaginese. Più a nord, in Tessaglia, ebbe minor fortuna Giasone di Fere. Ancora più a nord, il Regno di Macedonia era la potenza che avrebbe finito per cancellare le libertà greche. Se "tiranno" e "tirannia" erano tradizionalmente termini dispregiativi, nel IV secolo iniziarono ad essere percepiti come meno sgradevoli: Senofonte, nel suo Ierone, pur rifacendosi alla tipica caratterizzazione del tiranno come "fuorilegge sul trono", finisce per ammettere che un despota illuminato sarebbe stato di grande beneficio per Atene e il suo ritratto di Ciro il Grande è entusiastico. Diogene Laerzio (VI, 16) riferisce di uno scritto di Antistene che ha Ciro per protagonista. Tanto nelle Leggi quanto nella Lettera VII, il giudizio su Ciro e Dario è molto positivo.
In Sicilia, lo slancio verso la costruzione di vasti organismi territoriali risaliva già al VI secolo a.C., con Falaride e gli Emmenidi ad Akragas, con Ippocrate a Gela e poi, ancor di più, con il dinomenide Gelone. Nelle parole di Consolo Langher:
Nel corso del V secolo, Siracusa poté conquistare un ordinamento compiutamente democratico. La costituzione modificata da Diocle alla fine del V secolo permise alla polis di trovare un equilibrio sociale ed economico. Nel IV secolo, invece, il conflitto con i Cartaginesi aveva determinato nell'isola lo spopolamento di molte città e di vaste aree agricole: la conseguente grave crisi economica precipitò molti cittadini greci nella schiavitù per debiti. Nonostante le iniziative di Dionisio II in favore della remissione dei debiti e della liberazione degli insolventi, la situazione era nel 357/356 assai grave ed è con questo panorama in mente che bisogna leggere le iniziative redistributive di Eraclide.
Nella Repubblica, Platone distingue tra stasis ('discordia interna') e polemos ('guerra esterna'). La stasis a Siracusa era determinata da diversi fattori: l'utilizzo e la naturalizzazione dei mercenari, l'uso sistematico della deportazione dei cittadini greci assoggettati e il trapianto disinvolto di migliaia di abitanti dalle campagne, l'indebitamento e il disequilibrio economico tra le classi. Il rapporto tra tyrannis e stasis in Sicilia fu forse complicato dalla diverse caratteristiche della polis d'Occidente, priva di una "ideologia solida" e di "coesione civica".
In generale, molti pensatori greci del IV secolo videro nell'uomo forte che doveva condurre i Greci all'unità e sconfiggere i barbari la migliore soluzione al problema dell'egoismo delle poleis e del conflitto tra fazioni al loro interno. Platone non fa eccezione: nella Repubblica il governo ideale vede al proprio vertice un monarca educato alla filosofia. Nelle Leggi, l'idea di un governo assoluto è invece vista con molto sospetto. Tanto le Leggi quanto il Politico evidenziano che le forme di governo vanno distinte non tanto tra monarchie, oligarchie e democrazie, quanto tra regimi in cui i governanti stanno, al pari dei sudditi, sotto la legge e regimi in cui stanno al di sopra di ogni legge. La posizione dell'autore della Lettera VII mostra una vistosa avversione per il dispotismo (ad esempio in 334c).

### TraRepubblicaeLeggi: ruolo del re-filosofo e sovranità della legge

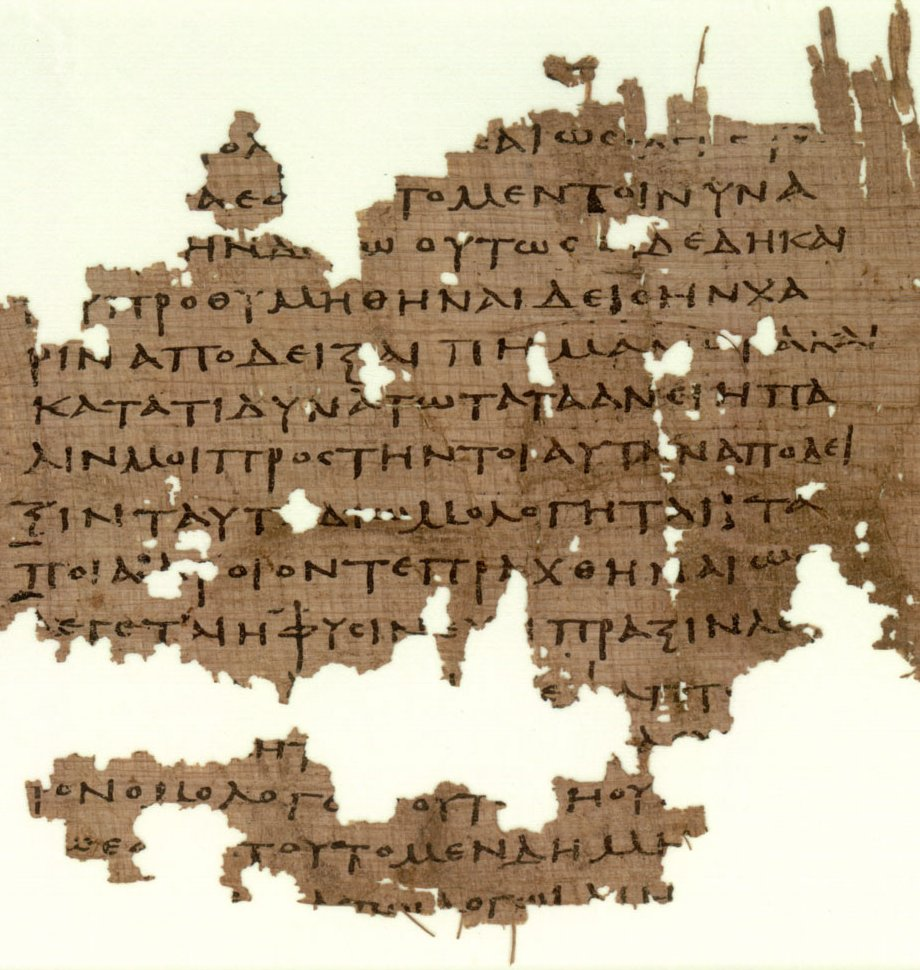
Papiro di Ossirinco LII 3679 (III secolo d.C.), con un frammento della Repubblica (Πολιτεία)

Nella Repubblica, Socrate, protagonista del dialogo, definisce i canoni della «ἀρίστη πόλις» (IV, 434e) o «ἀρίστη πολιτεία» (VI, 497c), uno Stato ideale con al proprio apice una cerchia eletta di filosofi. Tre sono le classi di cui si compone lo Stato descritto da Socrate: i δημιουργοί (cioè i produttori: artigiani e agricoltori), i φύλακες (cioè i difensori: guardiani o guerrieri) e gli ἄρχοντες (i governanti: reggitori o "custodi"). Ogni classe avrebbe dovuto rispettare il proprio ruolo, così da far prevalere l'armonia dell'essere umano con il tutto. Nelle Leggi, però, egli limita il suo ideale massimo, probabilmente a causa degli anni passati a stretto contatto con la tirannide siciliana, e definisce i canoni dello Stato migliore possibile, ammettendo, oltre alla «ἀρίστη (o πρώτη) πόλις καὶ πολιτεία», popolata da «dèi o figli di dèi» (Leggi, V, 739d), anche una «δευτέρα καὶ τρίτη πόλις καὶ πολιτεία» (Leggi, V, 739a-e), ovvero un secondo e un terzo miglior Stato possibile nell'ordine di graduazione del suo ideale politico.
Un celebre passo della Lettera VII ricalca fedelmente la tesi centrale espressa nella Repubblica:
(Lettera VII, 326a-b)
Il testo di Repubblica è il seguente:
(Repubblica, V, 473d-e)
In un periodo in cui la polis non era più in grado di suscitare nei cittadini un senso di comunità, la radice del male sociale risiedeva, secondo Platone, nel dissolversi di un ordine che superasse la dimensione del desiderio individuale. La legge stessa non era ormai che uno strumento per permettere alle diverse fazioni di conservare o conquistare il potere. I Sofisti, peraltro, avevano difeso la dottrina secondo cui il diritto discende dalla forza. Ciò che, in relazione alla giustizia, le generazioni precedenti vedevano come ordine di natura, i Sofisti interpretavano come "convenzioni". La filosofia politica di Platone appare come uno sforzo per ristabilire il ruolo della legge e la sua autorità, come garanzia di ordine e di coesione della polis. La Lettera VIII è densa di riferimenti alla divinità della legge: essa è "il dio degli uomini saggi" (354e). Licurgo assicurò alla legge un ruolo centrale, facendo di essa "signore e re degli uomini, non gli uomini tiranni della legge" (354b-c). La soluzione di Platone non consisteva, però, in un semplice ritorno al passato: egli cercò di accogliere l'idea della natura convenzionale delle leggi umane.
Sofistica e democrazia erano, nell'Atene del IV secolo, strettamente connesse: esse, come scrive Adriana Cavarero, appartengono ad "un'unica organizzazione del potere: la teorizzazione della validità di ogni opinione e la gestione dello stato affidata all'assemblea, dove ognuno può sostenere la sua tesi e dove vincono le tesi più «convincenti»". Anche nella Lettera VII figura il discorso eristico. In 343c, si distingue la confutazione onesta, tesa alla ricerca del bene, e quella disonesta, che porta, sempre secondo Cavarero, "l'interrogato o l'ascoltatore ad una totale oscurità senza vie d'uscita. Ciò accade perché [...] si assolutizzano i limiti immediati del discorso, e si fa così del discorso non il luogo della verità, ma lo strumento dell'imposizione".
A dispetto della sua sensibilità antidemocratica, Platone aveva riconosciuto che la democrazia ateniese del IV secolo era riuscita a non far piombare Atene nell'anarchia e nel conflitto tra fazioni. Un passo della Lettera VII (325b) non esita a riconoscere la moderazione della fazione democratica di Trasibulo e Trasillo nel trattamento degli oligarchici legati ai Trenta Tiranni. È percepibile, in questo senso, il differente approccio delle Leggi rispetto alla Repubblica: nel dialogo della tarda maturità, Platone riconosce il valore del principio democratico e profila una costituzione mista, che unisca monarchia e democrazia. Posizioni analoghe sono espresse nei consigli ai dionei, con la raccomandazione di una costituzione che ha diversi tratti democratici. Il cambio di prospettiva dalla Repubblica alle Leggi è materia di dibattito tra gli studiosi. In effetti, Platone vide sempre nella democrazia pura una forma di governo priva di eccellenza, incapace di produrre grandi danni o grandi benefici.

### La scelta di Siracusa
Dione è il primo personaggio della storia antica il cui operato politico sia stato legato, almeno da parte della tradizione, ad una scuola filosofica. Questa "ipoteca platonica" su Dione ha avuto una grande influenza anche sulla storiografia moderna (come nel caso di Renata von Scheliha e Helmut Berve). La ricostruzione accurata dei fatti, in particolare per quelli successivi al 356, è informata da una marcata traccia filodionea, già ben definita in Plutarco, e quindi risulta in sostanza impossibile. Sul piano teorico, oltre alle difficoltà legate alla questione dell'autenticità dell'epistolario, grava il problema del rapporto tra l'idealità dello Stato delineato nella Repubblica e la recepibilità della proposta. Atene, in tutta probabilità, non era in grado di recepire quel modello. Ciò perché gli elementi costitutivi della polis del IV secolo (individualismo e interesse privato) erano interpretati da Platone come mali estremi. Né era forse possibile per Platone anche solo indicare gli strumenti del superamento di questi mali: la Grecia era avviata sulla strada che la condurrà all'ellenismo e quella di Platone era una mozione contraria e quasi antistorica. Questo rapporto tra modello e realtà storica ha favorito nella critica moderna una visione della proposta platonica in termini di utopia. In effetti, la proposta della Repubblica rappresenta un ideale regolativo, che non può essere realizzato sul momento per una impossibilità storica, ma che deve rimanere a mente al popolo greco perché esso tiene ferma l'essenza della polis delle origini, che ha fatto grande il popolo greco. Scrive Adriana Cavarero: "Platone compie l'«errore» storico di riproporre una struttura per sempre tramontata, ma ha l'intelligenza di identificare gli elementi di un tramonto che nella storia faranno molta strada". Di questi elementi, il più importante era il miraggio dell'"uomo forte":
(Lettera VII, 328b-c)
Mentre Atene è in mano alle opinioni dei molti e alla teorizzazione sofistica delle opinioni, la Sicilia è nelle mani di un uomo solo e per questo una riforma si configura come più facilmente realizzabile.
Già nelle fonti antiche emerge l'accusa a Platone di aver dedicato maggiore attenzione a Siracusa e di aver trascurato la politica di Atene, spendendosi lontano dalla città natale invece di prodigarsi per essa, possibilmente per motivi poco nobili. Una interpretazione assai meno marcatamente antiplatonica ha visto invece nella ventura siciliana il tentativo di mettere in pratica quanto era possibile dello Stato ideale: la Sicilia doveva in questo senso apparire a Platone come una sorta di terra promessa. Giuseppe Girgenti ha accostato ad una polarità verticale, in Platone, tra città celeste e terrena, una polarità orizzontale tra Atene e Siracusa:
(Girgenti, p. 104)
Particolarissima era, del resto, la situazione geopolitica della polis siceliota. Siracusa era infatti l'altra capitale politico-intellettuale della grecità: avamposto a cui guardare contro l'invasore barbaro, punto focale di un nuovo impero, come la definì Alcibiade, essa si mostrava totalmente immersa in quel mondo italiota, divenuto terra dei Pitagorici, in cui l'influenza e il controllo dei Dionisi era palpabile. Controllare i Siracusani gli avrebbe quindi dato accesso a un impero socio-culturale che sembrava a portata di mano.
Filippo Forcignanò ha invece sottolineato che, nella Lettera VII, già nei primi passi (in particolare in 324a-b), l'autore dichiara che appoggerà i dionei solo se essi rimarranno fedeli alla linea e agli obiettivi (διάνοια καὶ ἐπιθυμία) di Dione e specifica che essi consistono nell'idea che i Siracusani debbono preservare la propria libertà e vivere sotto le migliori leggi: questa visione, rimarca Forcignanò, non è quella di Repubblica.

### La riforma di Siracusa
Stando alla Lettera VII (326a-b), quando Platone giunse a Siracusa era già dell'opinione che la società umana potesse salvarsi solo a condizione che i filosofi ottenessero il potere politico o che i re si dedicassero alla filosofia. Si tratta della tesi centrale contenuta nella Repubblica. Possiamo quindi ragionevolmente immaginare che nei primi colloqui tra Platone e Dione il ruolo dei filosofi e della filosofia in vista di una riforma politica fosse centrale, ma è dubbio che egli possa aver concepito per Siracusa la diretta applicazione delle norme immaginate nella Repubblica (come la messa in comune dei beni privati e delle donne) e comunque il riferimento alla filosofia non chiarisce cosa in concreto Platone avesse in mente per riformare Siracusa.
Tre possono essere state le concrete linee di riforma che Platone volle suggerire a Dione.
Innanzitutto, lo spazio riservato al tema della lussuria e della ghiottoneria nella Lettera VII suggerisce che Platone possa aver raccomandato a Dione una riforma dei costumi. In 336c-d raccomanda ai dionei di ritornare ai costumi dorici della metropoli Corinto. Nella Lettera VIII (355b-c), si raccomanda ai Siracusani di adottare leggi che distribuiscano gli onori mettendo l'anima (ψυχή) al primo posto e solo dopo il corpo (σῶμα) e le ricchezze (χρήματα). Dopo l'incontro con Platone, dalla Lettera VII (327b) sappiamo che Dione scelse uno stile di vita austero.

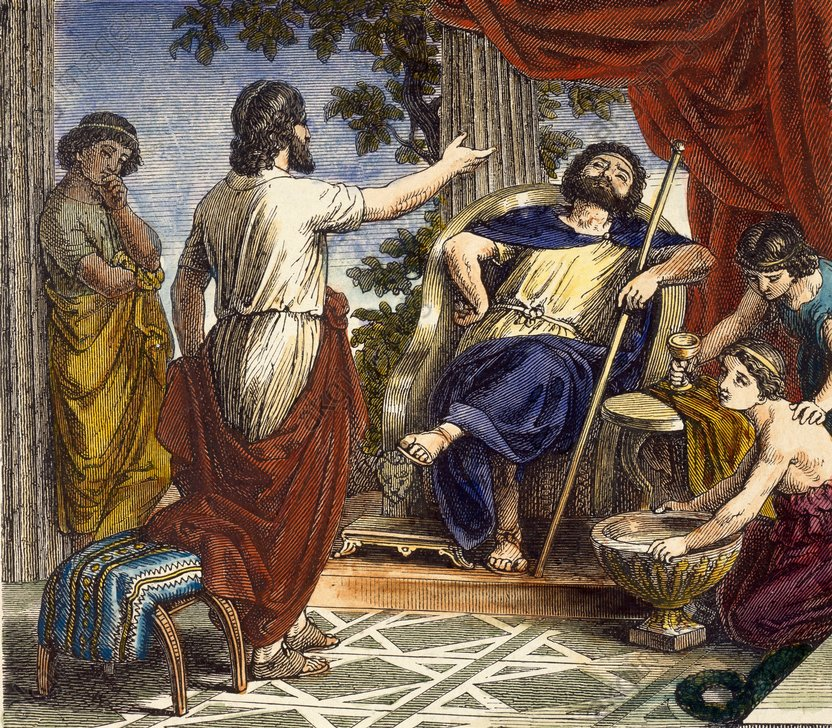
Dione presenta Platone a Dionisio il Vecchio. Illustrazione di artista anonimo, 1876 (Sammlung Archiv für Kunst und Geschichte, Berlino).

È poi possibile arguire che Platone abbia suggerito a Dione di sostituire la tirannia con un regime costituzionale. In questo senso va intesa l'insistenza sul ruolo delle leggi (presente tanto nella Lettera VII quanto nelle Leggi). Agli avversari di Platone nel 367 (e a Filisto innanzitutto) era chiaro che l'obiettivo del filosofo fosse il superamento della tirannide. Nepote (Dione, 3) scrive: «Plato autem tantum apud Dionysium auctoritate potuit valuitque eloquentia, ut ei persuaserit tyrannidis facere finem libertatemque reddere Syracusanis». Resta dubbio se Platone fosse determinato in questo proposito già nel 388, all'epoca del primo viaggio. Che sia così sembra suggerito da un passaggio della Lettera VII (334c-d), in cui l'autore scrive che per tre volte egli ha ripetuto il consiglio di liberarsi dai despoti e di consegnarsi alla primazia delle leggi: una prima volta a Dione, una seconda volta a Dionisio il Giovane e una terza volta ai dionei (nella stessa Lettera VII). Lo stesso confronto con Dionisio il Vecchio, per come è trasmesso dalla tradizione (in particolare da Plutarco), mostra l'esplicita avversione di Platone per la tirannia, che è peraltro riscontrabile anche nei dialoghi. In conclusione, il primato della legge è forse la più rilevante dottrina politica trasmessa dalla Lettera VII. Una sua declinazione è l'appassionato appello alla fazione vincitrice a Siracusa, che dovrà imbrigliare il proprio desiderio di potere assoluto, rinunciando a rappresaglie verso la fazione perdente, come unica via per porre davvero fine alla guerra civile.
Il terzo punto che è possibile sia stato al centro dell'attenzione di Platone nell'educazione impartita a Dione è quello della difesa del Greco contro il Barbaro in Sicilia e in Italia. Se Dionisio il Vecchio era riuscito a lungo a tenere a bada la minaccia cartaginese, per diversi anni prima della sua morte nel 367 era stato costretto a pagare tributo ai Punici. Inoltre, la sua stessa politica di dominio sull'isola, tesa a sottrarre alle altre poleis greche ogni margine di autonomia, rendeva queste ultime incapaci di concorrere alla difesa della grecità (senza contare che Akragas, la seconda polis più importante dell'isola, era stata distrutta dai Cartaginesi nel 406). Dionisio aveva inoltre aperto all'utilizzo di mercenari dalle tribù italiche. Diversi passaggi dalle lettere testimoniano attenzione verso questo punto: III, 315d; VII, 332e, 336a, 336d; VIII, 353e; 357a-b. La soluzione offerta è rifondare le città greche abbandonate o ripopolare di Greci quelle riempite di elementi stranieri e unire tutte le poleis contro Cartagine. Si può inoltre congetturare che fosse la stessa minaccia cartaginese a consolidare il potere del tiranno e che dello scarso filellenismo del tiranno Platone fosse cosciente fin dal 388. La contrapposizione di stasis e polemos si ritrova nella Lettera VIII, in cui l'autore esprime il timore che, a causa dell'instabilità politica di Siracusa (che in quel momento affrontava una deleteria stasis), la Sicilia potesse cadere in possesso dei barbari Oschi o Fenici, arrivando persino a perdere la conoscenza della lingua greca. Raccomandava quindi l'unità tra i Greci per impedire che ciò accadesse (Lettera VIII, 353e). Soltanto la guerra tra Greci e barbari è realmente guerra, mentre va condannato o almeno regolamentato il conflitto tra Greci.

#### La riforma costituzionale nellaLettera VIIIe nelleLeggi
Stando alla tradizione, quando Dionisio il Vecchio morì e il figlio accedette al potere, Dione vide davanti a sé l'opportunità lungamente attesa e invitò Platone a Siracusa. Quest'ultimo, per quanto non entusiasta, sentì di non potersi sottrarre, sia per dovere d'amicizia nei confronti del discepolo, sia per non apparire un mero teorista. Difficile invece immaginare che egli o Dione pensassero veramente di rimodellare la costituzione di Siracusa secondo l'utopia prefigurata nella Repubblica e di fare di Dionisio il Giovane un re-filosofo secondo il modello descritto nello stesso dialogo. I propositi saranno forse stati più modesti e consistenti in una costituzionalizzazione del potere del tiranno, nel quadro di una costituzione mista, con elementi monarchici, aristocratici e democratici, secondo quanto descritto nella Lettera VIII.
Levi Arnold Post ha evidenziato come i primi libri delle Leggi appaiano dedicati alla questione siracusana. È comunque possibile che siano stati redatti sotto l'influenza dell'esperienza siracusana. Ad esempio, in Leggi, IV, 709e-711c, è espressa l'opinione che la tirannia sia la forma di governo da cui è più facile passare a un governo ben riformato. Ciò perché un tiranno illuminato può con grande effetto e in breve tempo influenzare i cittadini, con l'esempio, con premi e con castighi. Era certo impossibile ambire a rendere Dionisio il Giovane un re-filosofo alla stregua degli ἄρχοντες concepiti nella Repubblica, ma era ambizione ragionevole cercare quanto meno di fortificare il suo carattere. Non è comunque noto il contenuto degli insegnamenti di Platone a Dionisio il Giovane, a parte qualche rada informazione offerta dalla Lettera VII e quanto scritto da Plutarco (Dion, 9-14), che sulla materia, come altrove, si rifarebbe a Timeo. Si registra già a partire dallo storico di Tauromenio la tendenza a concepire questi insegnamenti come la messa in pratica del corso di studi disegnato per la classe dei filosofi nella Repubblica. C'è un solo passaggio della Lettera VII (331d-333a) in cui sono descritti questi insegnamenti, tutti relativi a questioni morali e politiche. Platone e Dione avrebbero sottolineato a Dionisio il Giovane la necessità della temperanza, viatico per l'ottenimento di amici e seguaci, strumentali alla decentralizzazione del potere. Caratteristica del potere di Dionisio il Vecchio era la sfiducia del tiranno verso i subordinati e la conseguente ossessiva centralizzazione. L'incapacità del vecchio tiranno di procurarsi subordinati fedeli è contrapposta all'abilità di Dario di Persia di dislocare provinciali affidabili in sette regioni, ciascuna più vasta della Sicilia. È in questo senso che l'autore della Lettera VII consigliava a Dionisio II di ricostruire le città greche legandole con leggi e costituzioni che suscitassero nel popolo l'amore per lui e che lo predisponessero alla resistenza contro l'invasore cartaginese. Al contempo consigliava di disfarsi delle colonie militari composte da mercenari d'origine barbarica e rendere del tutto greca la Sicilia.
I lineamenti costituzionali offerti dalla Lettera VIII rinviano proprio ad una vasta condivisione del potere. Alla fazione monarchica l'autore della Lettera VIII concede il mantenimento di tre re, incaricati dei sacrifici rituali. Non è chiaro quali altri poteri egli affidasse ai tre re, se non forse il comando dell'esercito in guerra e alcune funzioni giudiziarie minori (in parziale analogia ai re spartani). In generale, ai tre re era quindi affidata una funzione soprattutto onorifica, mentre il potere vero e proprio era affidato piuttosto ad un gruppo di trentacinque nomofilachi (o "custodi della legge"), incaricati di governare attraverso un consiglio e una assemblea popolare. La Lettera VIII non specifica i poteri di questa assemblea popolare. In generale, lo schizzo offerto dalla Lettera VIII ha molte somiglianze con quanto previsto nelle Leggi: se queste somiglianze significano qualcosa, è possibile ipotizzare che tanto i nomofilachi quanto il consiglio dovessero venir eletti dall'assemblea popolare. Nelle Leggi, dove è prospettata una colonia immaginaria, chiamata Magnesia, si prevede la divisione dei cittadini in quattro classi, in base alla proprietà; il consiglio è composto da un numero uguale di membri presi dalle quattro classi (VI, 756c-d) e l'accesso alla carica di nomofilache non è ristretta ad alcuna classe (VI, 755b). Interpretando la Lettera VIII alla luce delle Leggi è quindi ipotizzabile che l'autore di quella intendesse concedere molto alla fazione democratica.
Spiccato è l'interesse dell'autore della Lettera VIII per le corti di giustizia: era prevedibile che avrebbero lavorato molto nei primi anni di un nuovo regime costituzionale. Sia la Lettera VIII sia le Leggi si discostano, in questo campo, dalla tradizione democratica. Tutti i casi riguardanti condanne a morte o all'esilio sarebbero stati materia di un organo collegiale, composto dai trentacinque nomofilachi e dai magistrati che più si erano distinti nell'anno precedente. In ciò la Lettera VIII coincide con le Leggi (VI, 767). Inoltre, nella Lettera VIII è specificato (357a) che l'amministrazione della giustizia andava sottratta ai re, i quali "non dovevano macchiarsi con spargimenti di sangue, imprigionamenti o esili".

## Critica moderna

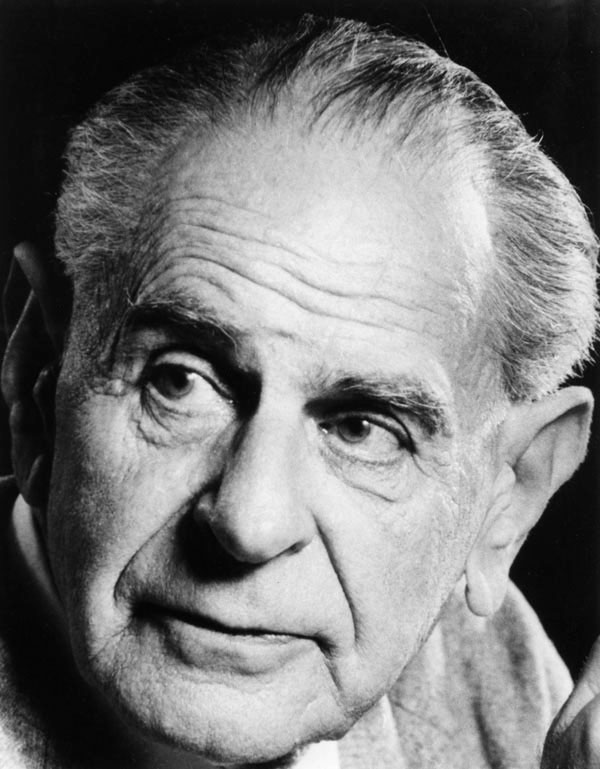
Karl Popper (1902-1994): il primo volume della sua opera La società aperta e i suoi nemici (1945) è dedicato a Platone

Il pensiero di Platone ha attraversato tutta la storia della filosofia occidentale. Nelle diverse fasi di questa storia, interpreti e filosofi hanno privilegiato quegli aspetti del pensiero platonico che più si confacevano alle esigenze del tempo. Così, nel Medioevo, Platone è stato letto soprattutto come teologo, mentre l'accento su Platone pensatore politico è caratteristico del XX secolo. La riflessione sul Platone politico nasce con Hegel, che nelle sue lezioni berlinesi sulla storia della filosofia leggeva in Platone il ritorno dello Stato etico ed organico, così come configurato nella polis delle origini, in contrapposizione all'esaltazione della soggettività incarnata da Socrate.
Hans-Georg Gadamer, allievo di Martin Heidegger, parla di «fatale attrazione» del filosofo per il tiranno; Gadamer coniò il termine «sindrome di Siracusa» in riferimento a coloro che sentivano il bisogno di dominare con la propria filosofia la vita di un governo. Anche Jacques Derrida si concentra sul fallimento politico di Platone e auspica la totale separazione tra filosofia e politica.
Leo Strauss e Alexandre Kojève, nella loro controversia sullo Ierone senofonteo, hanno posto l'attenzione sul concetto di tirannide nel mondo antico e quindi sull'attuale difficoltà di comprendere le mosse del filosofo ateniese.
Particolarmente critico con Platone è stato Karl Popper, che nell'opera The Open Society and Its Enemies (La società aperta e i suoi nemici) lo ha definito pensatore totalitario, rimproverandogli di aver innalzato i Greci al di sopra di tutti gli altri popoli.
Contro la visione di Popper, Gadamer ha affermato che la «città celeste» di Platone è totalmente utopica, quindi il suo pensiero su essa va colto con ironia. Platone vuole essere provocatorio e non ha alcuna intenzione di applicare il suo modello ideale alla realtà:
(Gadamer in Girgenti, p. 115.)
Per Girgenti, Popper ha da un lato torto, poiché non riesce a cogliere il Platone del IV secolo a.C., che, dinanzi alla tragedia fratricida rappresentata dalla Guerra del Peloponneso, tenta di salvare quel che resta del suo mondo ellenico, ma dall'altro lato ha ragione nell'accusare le interpretazioni di Platone ampiamente fornite nelle distorsioni politiche tedesche che tentarono di presentare il filosofo ateniese come guida per i loro propositi totalitari. Giovanni Reale, premettendo che Popper era rimasto condizionato dalle suddette errate interpretazioni, sostiene che contro Platone sono state effettuate delle indebite estrapolazioni al di fuori del loro contesto, quando Platone in realtà considerava l'assolutismo tirannico il peggiore dei mali.
Per Charles L. Griswold, il modello della città ideale è un ammonimento agli uomini; Platone vuole mostrare che l'imperfezione può annidarsi ovunque, anche in un'ipotetica società ideale.
Werner Jaeger e Eric Voegelin privarono invece Platone di uno scopo "politico" nel senso moderno del termine: il filosofo ateniese intendeva anzitutto realizzare un ordine divino nell'anima, così che per Jaeger è possibile parlare di un cittadino di due mondi, uno interiore e l'altro esteriore; la città posta in cielo costituisce un modello ideale, trascendente, di cui quella terrestre rappresenterà sempre una replica imperfetta, secondo Voegelin.
Thomas Alan Sinclair ha sostenuto che Platone «non immaginò mai nessun uomo mortale in quella parte sublime, tranne se stesso» e continua asserendo che:
(Thomas A. Sinclair, p. 243.)
Hans Krämer ha rilevato che «il progetto era mantenuto piuttosto elastico e flessibile ed era fondamentalmente aperto ad ampliamenti sia nel suo insieme sia nei particolari. Si può pertanto parlare di un'istanza non dogmatica ma euristica e rimasta in alcuni particolari addirittura a livello di abbozzo, e quindi di un sistema aperto».
L'interpretazione più recente di Cosimo Quarta vede nei filosofi-reggitori dello stato platonico i precursori in atto di quello che l'umanità intera è chiamata ad essere in potenza.

## Possibili implicazioni con il mito di Atlantide

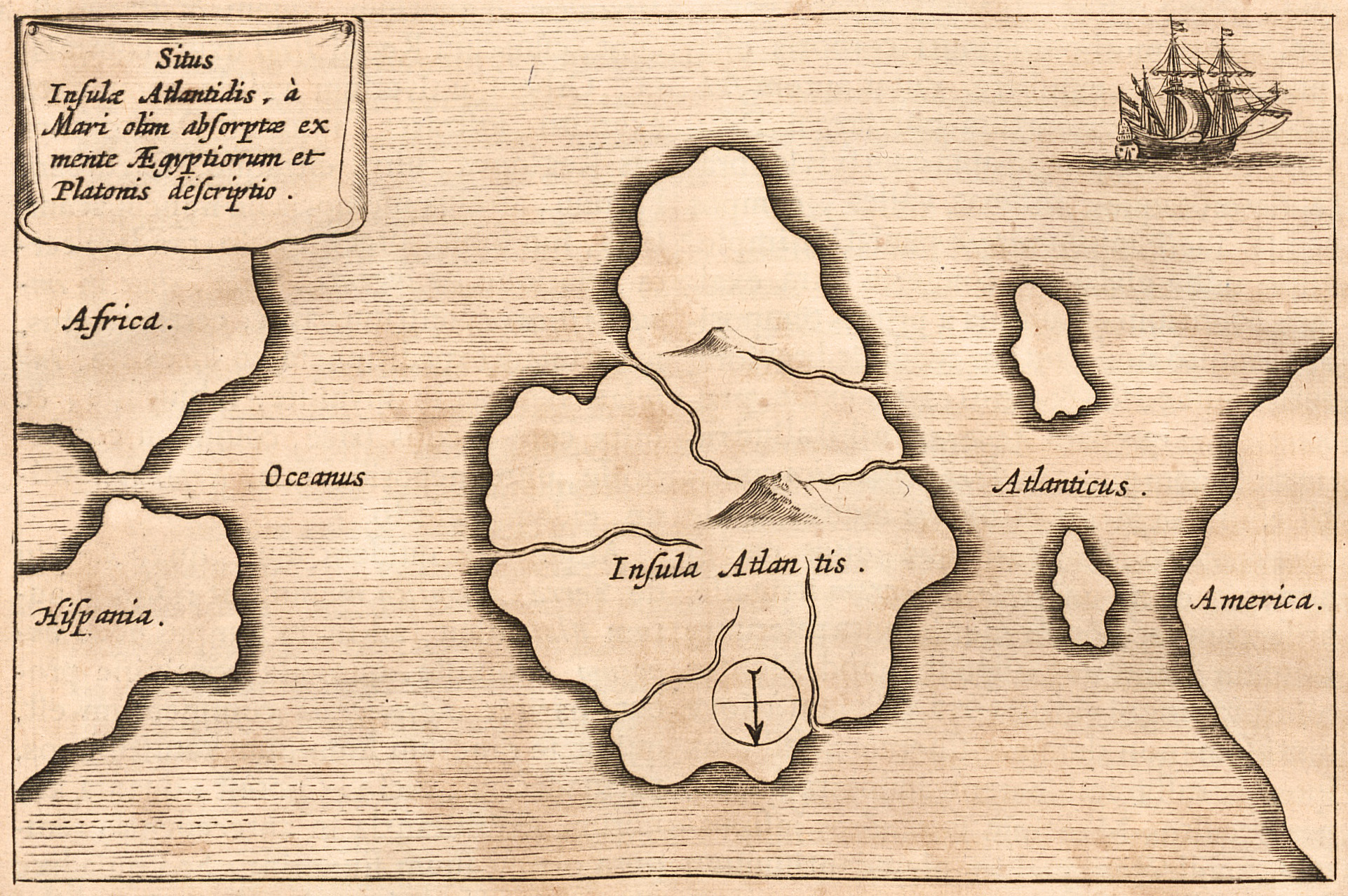
Mappa di Atlantide tratta dall'opera Mundus subterraneus del gesuita tedesco Athanasius Kircher, da un'edizione pubblicata ad Amsterdam nel 1678

In quella che è considerata la IX tetralogia di Platone sono inseriti due dialoghi, Timeo e Crizia (ai quali sarebbe dovuto seguire Ermocrate). In questi dialoghi, l'Ateniese parla di un'immensa isola scomparsa, Atlantide, inghiottita dalle acque in un solo giorno e in una sola notte. Ciò accadde, scrive Platone, 9000 anni prima del suo tempo.
Atlantide è generalmente considerata un mito ideato da Platone. Tuttavia non mancano coloro che ritengono reale il suo inabissamento e sulla base dei dialoghi platonici ricercano la collocazione di questa civiltà perduta da qualche parte sulla Terra. In questo caso si vogliono analizzare i numerosi punti di contatto tra l'Atlantide di Platone, intesa come mito, e la Siracusa dei due Dionisî.
Il fatto che Platone specifichi che gli Atlantidei fossero governati da una società perfetta, totalmente dedita alle leggi che facevano di loro un popolo eletto, riporta al parallelo con lo Stato ideale che Platone voleva si formasse a Siracusa. Lasciandosi andare alle tentazioni dei mortali, gli Atlantidei provocarono l'ira di Zeus, che radunò gli dèi a consiglio per punire Atlantide, divenuta avida di conquiste e potere. Nella punizione riservata ad Atlantide si celerebbe un messaggio politico per la società greca, vista da Platone come corrotta e decaduta, o in maniera ancor più specifica, un ammonimento per Dionisio II: «se egli non deciderà per il governo dei filosofi in senso platonico, il suo Stato sarà minacciato dal destino di Atlantide».
A sostegno di tale identificazione si aggiungono delle similitudini fisiche e morali con l'Atlantide descritta da Platone: la Siracusa del IV secolo a.C. era una potenza navale, aveva mire espansionistiche su più fronti del Mediterraneo ma, come Atlantide, estendeva il suo controllo fino al Tirreno.
(Gunnar Rudberg, Atlantis and Syracuse)
La sua conformazione geografica coincide in maniera notevole con quella atlantidea: la fertile piana che la circondava, a sua volta cinta da monti che si prolungavano fino al mare, le fonti d'acqua dolce sull'isola centrale; e Ortigia rappresentava, come l'isola centrale atlantidea, il punto focale del potere: l'acropoli e la reggia; da essa si diramavano le altre quattro parti fortificate della polis. E poi ancora il vasto porto e l'imponente numero delle strutture difensive.
Le caratteristiche geologiche della zona, contrassegnata dalla sismicità e dal vulcanismo, di cui si presume Platone fosse a conoscenza, avrebbero potuto fornire al filosofo ateniese le cause scatenanti della catastrofica fine del regno atlantideo. Il rilevamento di queste analogie lascia quindi supporre che i viaggi di Platone in Sicilia potrebbero aver fornito l'ispirazione al suo mito di Atlantide.